# Oroszországi polgárháború
Az oroszországi polgárháború (oroszul: Гражданская война в России, Grazsdanszkaja vojna v Rosszii) 1917-től 1922-ig tartó belháborús konfliktus volt Szovjet-Oroszországban az egyik oldalon a kommunista bolsevikok („vörösök“ illetve később a Lev Davidovics Trockij által alapított Munkás-paraszt Vörös Hadsereg), a másik oldalon pedig az orosz konzervatívok, demokraták, mérsékelt szocialisták, nacionalisták és a fehér Önkéntes Hadsereg heterogén egységei, különböző fegyveres csoportjai („fehérek”) között. Emellett mindkét csoportosulás szembekerült és időnként harcolt Nesztor Ivanovics Mahno ukrán „fekete” anarchista mozgalmával, valamint a „zöldek” parasztmozgalmával, ami elsősorban a jobbmódú parasztság érdekeit igyekezett védeni mindkét fél rekvirálásaitól, de a zsidóellenes pogromok nagy részét is az utóbbiak hajtották végre. A polgárháború kezdetét a történészek egy része az 1917-es októberi orosz forradalom idejére, mások csak 1918 tavaszára teszik.
A polgárháborúban részt vettek a világháborúban Oroszország által fogságba ejtett hadifoglyok tömegei is, mindkét oldalon, de nagy többségükben a vörösök oldalán, köztük több tízezer (egyes források szerint 25–30 ezer) magyar is.  A cseh és szlovák hadifoglyok nagy többsége a csehszlovák hadtesthez csatlakozott, a fehérek oldalán.
A polgárháború rendkívül elkeseredett és brutális küzdelmeket hozott, aminek különösen a civil lakosság látta a kárát. Összesen mintegy 8–10 millió ember vesztette életét. Az áldozatok nagy száma nem annyira az ütközetek, mint az azokat követő véres leszámolások eredménye volt. A háború a résztvevői által felismert módon osztályháború volt, a parasztokból lett katonák a tisztjeik, a munkások a gyártulajdonosok, a falusi parasztok a földesurak ellen harcoltak.
A polgárháború területi kiterjedésében is különlegesen nagy volt. A viszonylag kis hadseregek, fegyveres csoportok szinte elvesztek a hatalmas területeken, egy-egy helyi győzelem óriási területek feletti ellenőrzést eredményezett.
A polgárháború eredményeképpen Szovjet-Oroszország az egykori Orosz Birodalom területének nagy részét meg tudta hódítani. A birodalom más részei elszakadtak, így a már 1918-ban függetlenné vált Lengyelország – amely megkapta a határos ukrán, belarusz, litván területek jelentős részét is – a balti államok, Finnország új államot alapítottak; és bolsevik befolyás alatt a Tuvai Népköztársaság is formálisan független lett.
A külföldi intervenciók nagyban befolyásolták a harcok alakulását. A breszt-litovszki béke eredményeképpen rövid időre óriási területek kerültek a központi hatalmak megszállása alá. Később a győztes antanthatalmak és az általuk támogatott antikommunista erők számos várost foglaltak el az ország peremén, amiket támaszpontként használhattak fel, és hatalmas pénzügyi és hadianyag-támogatásban részesítették a fehér erőket. A külföldi intervenciók jelentősen hozzájárultak a küzdelmek hevességéhez és elhúzódásához.
A polgárháború fejleménye volt az 1920/21-es lengyel–szovjet háború is.
A Vörös Hadsereg Európában az utolsó szervezett fehér erőket, Vrangel báró seregeit 1920 novemberében győzte le a Krímben. Mahno anarchista mozgalmát, az úgynevezett mahnovscsinát a bolsevikok 1921-ben verték le végleg. A Kaukázusban Batumi 1921-es, a Távol-Keleten pedig Vlagyivosztok 1922-es bevétele volt a végpont. 1922 végén létrejött a Szovjetunió.
A polgárháború a győztesei, a kommunisták számára a dicsőséges októberi forradalom sikeres megvédését jelentette a tőkések és nagybirtokosok hatalmát visszaállítani kívánó fehérekkel szemben. A diktatúra kiépítését a polgárháborús helyzet által megkívánt centralizációval magyarázták, az elnyomó politikára mint a modernizáció szükséges velejárójára tekintettek, míg a kétségbevonhatatlan sztálini terrort a lenini forradalom kisiklásaként mutatták be.
A fehér emigráció és a nyugati történetírás a polgárháborút a vörösterror megnyilvánulásaként írja le. A vereség okaiként főleg a különböző fehér csoportok harca időbeli és térbeli összehangolásának sikertelenségét, a nyugati támogatás elégtelenségét jelölik meg. A polgárháborút gyakran A kommunizmus fekete könyve első fejezeteként tárgyalják, szembeszállnak a „Lenin, a jó cár” népszerű elképzelésével.
Az oroszországi polgárháború történetéhez kapcsolódik a kronstadti felkelés, az utolsó bolsevikellenes oroszországi fegyveres megmozdulás is, amit döntően az orosz flotta baloldali, anarchista matrózai hajtottak végre 1921 tavaszán.

## Szakaszai
A szakirodalom a polgárháború történetének hat szakaszát különbözteti meg:
- a cári uralom forradalmi megdöntése, a társadalom szociális és politikai polarizálódása felgyorsul (1917 február–március);
- a liberális demokrácia kísérlete (1917 március–október) kudarcot vall, sőt 1917 nyarától az erőszakos tendenciák felerősödnek;
- az Ideiglenes Kormány megdöntése fegyveres felkelés útján, a szovjethatalom megteremtése (1917. október–1918. március);
- az ellenforradalmi katonai szervezkedések felerősödése, az erőszak és a terror eszkalálódása mindkét tábor részétől, a vörösök és fehérek katonai megszerveződése (1918. március–július)
- nyílt, véres háború reguláris tömeghadseregek között, külföldi intervenció, hátországi partizánháború, a gazdaság militarizálása (1918 nyarától 1920 végéig);
- a nagy katonai műveletek vége, a harcok lokalizálódása, a polgárháború lezárulása (1921–1922).

Az orosz polgárháború európai hadszíntere 1918-1921

## Előzmények

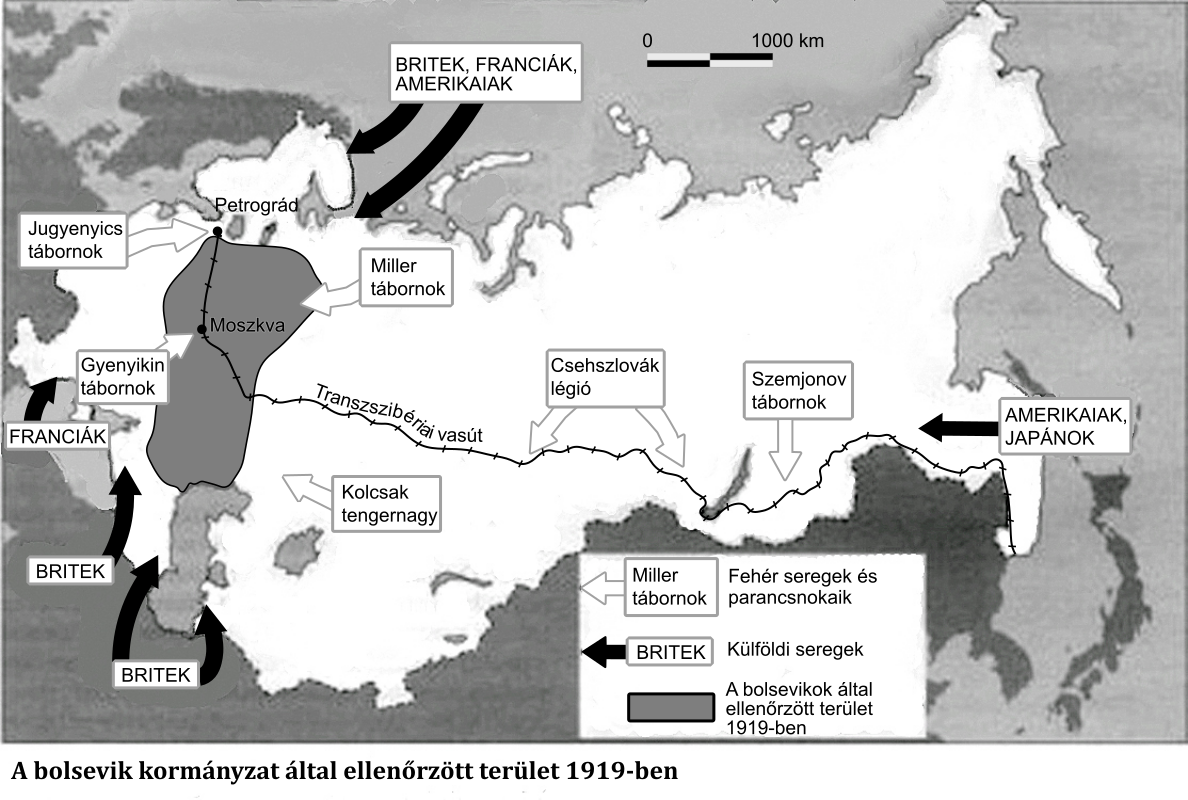
A bolsevik kormányzat által ellenőrzött terület 1919-ben (sötéttel, Moszkva körül)

1916/17 telén az orosz városok lakosságának üzemanyag- és élelmiszer-ellátása egyre rosszabb lett, megjelent az éhínség. A fővárosból,  Petrográdból kiindulóan országszerte sztrájkok és tüntetések alakultak ki. II. Miklós orosz cár  kísérletei a tömegmozgalmak erőszakos leverésére kudarcot vallottak, mert a helyőrségi katonák nagyrészt támogatták a lázongókat, és a cári rendőrség ellen is felléptek. A kormány megbukott, és a cár pedig kénytelen volt lemondani a trónról, győzött a februári forradalom. Kettős hatalom alakult ki: egyrészt a Kerenszkij vezette ideiglenes polgári kormány, másrészt az alulról építkező demokratikus munkás- és katonatanácsok (szovjetek) osztoztak a hatalmon. 1917 júliusában összeomlott a Kerenszkij-offenzíva, Oroszország utolsó jelentős támadó hadművelete az első világháborúban.
A bolsevikok már 1917 júliusában megkísérelték megragadni a hatalmat a júliusi felkelés révén, hogy a gyakorlatba ültessék át a Vlagyimir Iljics Lenin által az áprilisi tézisekben meghirdetett szocialista forradalom eszméjét. Ez sikertelen maradt, ugyanakkor a bolsevikok a háború azonnali befejezésének és a nagybirtokok kisajátításának követelésével növelték népszerűségüket és mind nagyobb befolyást szereztek a szovjetekben és követelték minden hatalom átadását ezeknek a szervezeteknek. Az is a bolsevikok kezére játszott, hogy Kornyilov, az orosz haderő új főparancsnoka brit támogatással puccsot kísérelt meg a teljhatalom átvételére a Kerenszkij vezette kormány ellen, de kudarcot vallott.

## Az októberi forradalomtól az központi hatalmak intervenciójáig
1917. november 7-én Péterváron a bolsevikok az októberi forradalom révén átvették hatalmat. Három nap múlva a petrográdi tisztiiskolások és egy kozák különítmény Krasznov atamán vezetésével már megpróbálták leverni a forradalmat, azonban a felfegyverzett munkások és matrózok visszaverték ezt a kísérletet.
A kommunista párt a többi orosz politikai szerveződéssel szemben jelentős befolyással, helyi szervezetekkel rendelkezett Közép- és Dél-Oroszország valamint a Baltikum ipari városaiban, üzemeiben, ami a hatalom gyakorlásának alapját biztosította számukra. Tömegbázisukat a felfegyverzett munkások, matrózok és a frontról visszatérő katonák jelentették. Hatalmuk konszolidálása után a bolsevikok a Vörös Gárda révén felszámolták az eszerek által uralt alkotmányozó nemzetgyűlést, a parlamentarizmus kísérletét.
Miután a bolsevikok politikailag és katonailag megszilárdították hatalmukat az egykori cári birodalom magterületén, megkezdték kiterjeszteni befolyásukat a birodalom szélesebb területeire. Ekkor ütköztek az ellenállás első megjelenési formáiba a soknemzetiségű államon belül. A polgárháborúnak ezt az időszakát „vasúti háborúnak” is nevezik, mivel a bolsevikok katonai akciói elsősorban a rögtönzött forradalmi egységek kiküldésén alapultak a Petrográd és Moszkva központú vasúti hálózaton keresztül a különféle konfliktusok helyszínére. Ezek a műveletek a forradalmárok számára igen sikeresek voltak, és egészen a központi hatalmak 1918. februári beavatkozásáig tartottak.

### A központi hatalmak intervenciója
Az első világháború keleti frontján 1917. december 5-én létrejött a fegyverszünet. A bolsevik vezetés megosztott volt abban, hogy miként járjon el a központi hatalmakkal. A pártnak csak egy kis része – köztük Lenin – emelt szót a bármi áron való béke mellett. A kommunisták többsége elfogadhatatlannak tartotta, hogy az ország nagy részét átengedjék az „imperialistáknak”. Ennek következménye Trockij formulája volt, miszerint a Német Birodalommal és az Osztrák–Magyar Monarchiával szemben sem háborúra, sem békére nem kell törekedni; ki kell várni, amíg (hamarosan) győz a proletárforradalom ezekben az országokban is. Ezt Trockij be is jelentette a fegyverszüneti tárgyalások során.
A központi hatalmak természetesen folytatták az előretörést. 1918 február 18-án megkezdődött a „Faustschlag hadművelet”. Az orosz hadsereg már felbomlott, a forradalmi munkások és parasztok irreguláris egységei pedig nem voltak képesek hatékony ellenállásra. Három nappal később Minszk, február 24-én Zsitomir, végül március 3-án az ukrán főváros, Kijev is elesett. A német előretörés hatására Leninnek sikerült meggyőznie a pártot az azonnali békekötés szükségességéről. Az elfogadott breszt-litovszki béke Ukrajna, a Krím, valamint Fehéroroszország és Dél-Oroszország egyes részeit a németek kezére adta. A központi hatalmak előretörése azonban a szerződés megkötése után is folytatódott. A további kelet-európai német előretörésnek szinte kizárólag logisztikai korlátai voltak.
A központi hatalmak előretörése olyan mértékben veszélyeztette Oroszországot és egyben a bolsevikok hatalmát is, hogy 1918 február végén a murmanszki szovjet Trockij utasítására elfogadta a brit ajánlatot a város megvédésére a németek és a fehér finnek támadásával szemben.. Márciusban megkezdődött a brit, majd a francia csapatok partraszállása Murmanszkban.
A központi hatalmak intervenciója mindenütt megtörte a vörösök hatalmát és új lehetőségeket adott a korábban marginalizálódott csoportoknak. A Krímben felkeltek a muszlim tatárok, és meggyilkolták a helyi szovjet autonóm köztársaság bolsevik vezetőit.
Ukrajnában a német invázióval újjáéledt a nacionalizmus. Az előrenyomuló német csapatok már Zsitomir elfoglalásakor is támogatást kaptak az ukrán vasutasoktól. Nem sokkal Kijev meghódítása után a Rada, az ukrán parlament visszatért a fővárosba. A német megszállók azonban továbbra is veszélyesnek tartották a szociáldemokrata és eszer marxisták uralma alatt álló parlamentet, ezért azt 1918. április 29-én feloszlatták. A hatalmat egy konzervatív nacionalista politikus, Pavlo Szkoropadszkij kapta meg, aki hetman címmel diktátor lett, egészen a világháborúban elszenvedett német vereségig. 1918 novemberében a nacionalista irányzatú szociáldemokratákból és eszerekből álló direktórium vette át a kormányzást. A belső hatalmi harcokból Szimon Vasziljovics Petljura emelkedett ki. Harcot folytatott mind a bolsevikok, mind a fehérek, mind a Szkoropadszkij illetve Nesztor Ivanovics Mahno vezette rivális ukrán frakciók, mind pedig a lengyelek ellen. Az irányítása alá tartozó milíciák tömeges pogromokat hajtottak végre a zsidó lakosság ellen. 1920 novemberében a Vörös Hadsereg elfoglalta Ukrajnát és az ellenséges frakciókat a lengyel uralom alatt álló nyugat-ukrán területekre szorította ki.
Észtországban a német megszállás alatt nacionalista kormány alakult az észt szociáldemokraták vezetésével. Litvániában a bolsevikok egy helyi szovjet köztársaság létrehozásával próbálkoztak, de ez a kísérlet Lengyelország katonai beavatkozása és az ország polgári erőinek ellenállása miatt kudarcot vallott. Lettországban instabil egyensúly alakult ki a nacionalista konzervatív és a kommunista csoportok között. 1919 májusára közülük német támogatással a konzervatívok kerekedtek felül. Az egykori német tábornok, von der Goltz parancsnoksága alatt álló német–lett Freikorps elfoglalta Rigát, és ezzel kiszorította a szovjet befolyást a Baltikumból.

### Az antant intervenciója

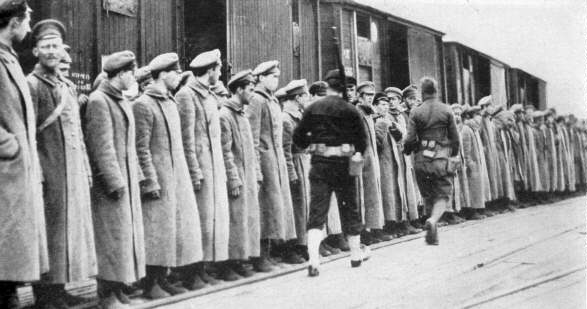
Bolsevik foglyok Arhangelszkben

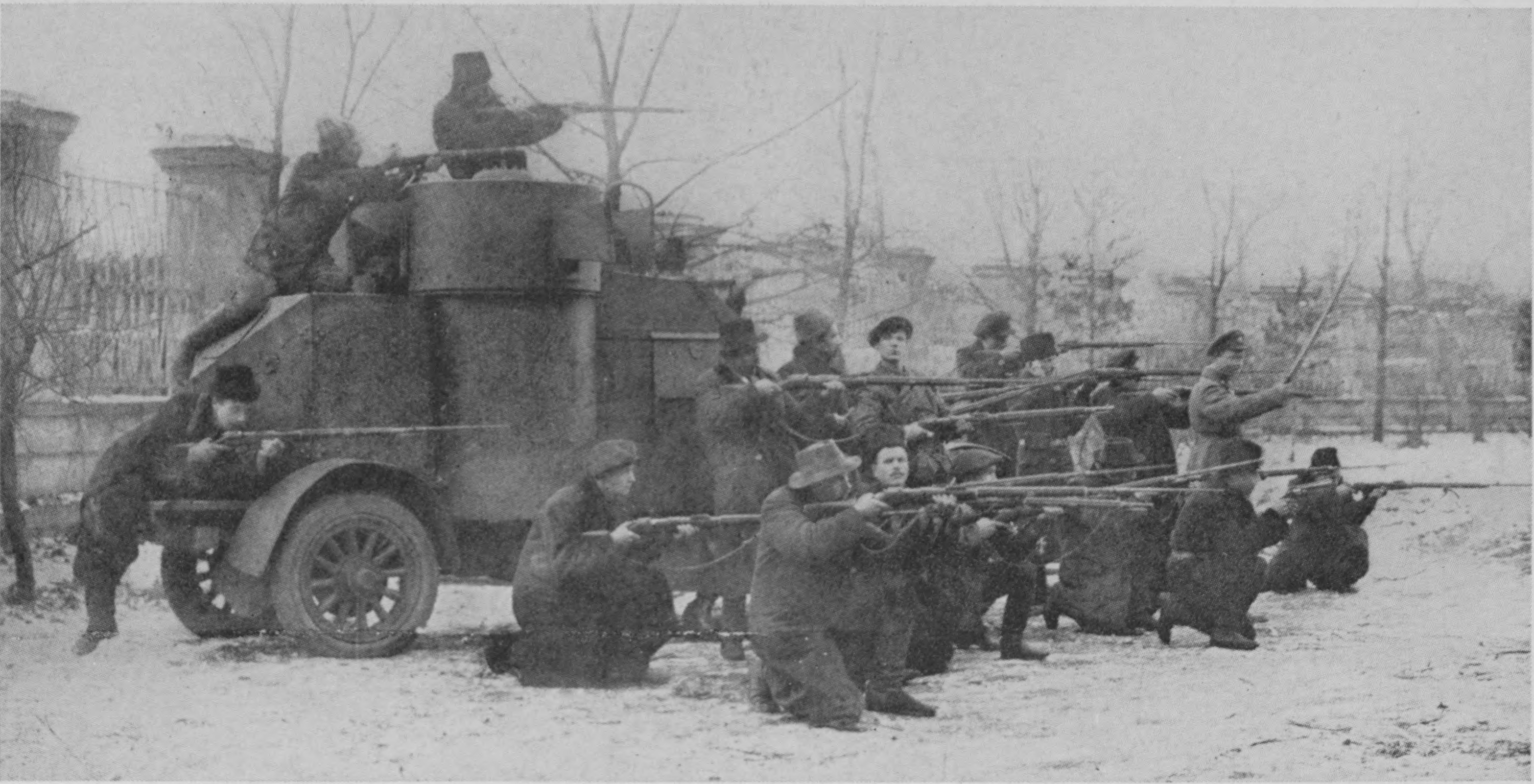
Vöröskatonák egy zsákmányolt páncélautó mellett

A breszt-litovszki béke aláírása elhárította annak a közvetlen veszélyét, hogy a központi hatalmak csapatai megdöntik a bolsevik rendszert. Ugyanakkor az antant hatalmak érdekeit ez a béke súlyosan sértette, ezért a beavatkozás mellett döntöttek.
Mivel a balti-tengeri orosz kikötők az antant számára még nem voltak elérhetők, ezért az első szövetséges csapatokat Murmanszkban tették partra. A britek megszállták a kikötőket, távol a belső orosz területektől, és a gyarmati szokásaiknak megfelelően helyi csapatokat állítottak fel, és azokon keresztül igyekeztek kormányozni a területet. Idővel azonban saját csapataik körében ennek ellenére lázongások kezdődtek, ami végül a visszavonulásukhoz vezettek.
Újabb partraszállásra került sor Arhangelszkben 1918 augusztusában. Itt először 600 brit és francia katona szállt partra, majd 5000 fős amerikai kontingenssel erősítették meg őket. Az indok az volt, hogy biztosítsák az ottani fegyverraktárakat, amelyek nem kerülhetnek sem a németek, sem a bolsevikok kezébe. Az amerikai politikusok a Csehszlovák Légió segítségére való kötelezettséget is hangsúlyozták, bár ez inkább csak ürügy volt az Arhangelszk és a szibériai csehszlovákok közötti óriási távolság miatt. Az expedíciós csapat néhány száz kilométert tudott előrenyomulni. A szövetségesek és a vörös csapatok közötti elszigetelt csaták a következő évben is folytatódtak anélkül, hogy stratégiailag jelentős döntés született volna. 1919 júliusában a megmaradt külföldi egységek Észak-Oroszországból hazaindultak. Az antant országaiban az első világháború következtében már a háborúban megfáradt közvélemény egyre ellenségesebbé vált a beavatkozással szemben.
1918 decemberében egy 5000 fős franca–görög kontingens szállt partra Odesszában, és elfoglalta a Krímet is. Egy francia haditengerészeti kötelék támogatta őket a Fekete-tengerről. Az első világháborút lezáró november 11-i fegyverszünet után a még Dél-Ukrajnában tartózkodó német egységek együttműködtek az antanttal. A polgárháborús harci események közeledtével a francia fekete-tengeri flottában felkelés tört ki, felvonták a vörös zászlót; ez 1919 áprilisában kivonulásra kényszerítette Franciaországot. Az utolsó antant csapatok 1919. április 7-én hagyták el Odesszát.
A külföldi jelenlét az egykori cári birodalomban az Orosz Távol-Keleten, Vlagyivosztokban tartott a legtovább. Itt már 1918 áprilisában partra szálltak az egyes japán és brit egységek. Itt követte őket egy amerikai expedíciós alakulat, az American Expeditionary Force Siberia 8000 katonával és 70000 japán katona. Vlagyivosztok utánpótlási vonalként szolgált Kolcsak szibériai csapatai számára, akit németellenes álláspontja miatt az antant Oroszország legitim államfőjének ismerte el. A szövetséges katonák a fehér mozgalom 1920-as megszűnéséig Szibériában maradtak. A bolsevikok 1920-ban a partvidéket uraló japánokkal szembeni ideiglenes államalakulatként Csitában megalapították a Távol-keleti Köztársaságot. Az ottani fehérekkel és a japánokkal szemben végül a vörösök győztek. Vlagyivosztokba azonban csak 1922 októberében jutottak el, és ezután a Távol-keleti Köztársaságot beolvasztották a Szovjetunióba.
A szovjet politika és a történészek erősen hangsúlyozták a az antant intervenció súlyosságát, azonban a polgárháború végső kimenetelére ezeknek a csapatoknak a hatása meglehetősen csekély volt, bár hozzájárult a konfliktus elhúzódásához. A német megszállás nyugaton, a Birodalom 1918. novemberi összeomlásáig nagyobb veszélyt jelentett a szovjet államra a háború korai szakaszában, mint a periférián beavatkozó egykori szövetségesek kis létszámú kontingensei.
A polgárháború szempontjából sokkal fontosabb volt a szövetségesek támogatása a fehérek  hadseregei számára Szibériában és Dél-Oroszországban. Winston Churchill 1919. szeptember 15-i feljegyzésében azt írta, hogy 1919-ben Anglia 100 millió fontot, Franciaország pedig 30-40 millió fontot költött az oroszországi fehér csapatokra. Szovjet források szerint Franciaország, Anglia, az Egyesült Államok és Japán összesen mintegy 700 000 puskával, 3150 gépfegyverrel, 530 ágyúval, 30 repülőgéppel, a megfelelő munícióval támogatták csak Kolcsak csapatait, és 240 000 fő részére teljes katonai ruházatot, valamint 2 millió pár csizmát is küldtek.
Az intervenciós egységekben számos európai ország katonái vettek részt. Az Osztrák–Magyar Monarchia seregéből dezertált cseh és szlovák katonákból szervezett Csehszlovák Légió a polgárháború során szembeszállt a bolsevikokkal és ellenőrzése alá vonta a transzszibériai vasútvonalat, de 1920-tól már nem támogatta a fehéreket (sőt Kolcsak admirálist a csehszlovákok tartóztatták le, cserébe Oroszország elhagyásáért). A Távol-Keleten kezdetét vette a japán intervenció, melynek során Észak-Szahalin, Habarovszk és Csita térsége átmenetileg japán fennhatóság alá került.
Az antant csapatai elsősorban Oroszország peremvidékeit szállták meg és csak ritkán kerültek közvetlen konfrontációba a szovjetekkel. Japán 1918-ban 70 ezer főnyi expedíciós sereget küldött a Távol-Keletre, ahonnan 1922-ben kivonta a haderejét. A japán erőkhöz brit, olasz és francia kontingensek is csatlakoztak, hogy közösen szorítsák vissza Szibériából nyugatra, az Urál mögé a bolsevik erőket.

### A kozákok ellenállása
A különleges kiváltságokkal rendelkező, monarchista kozákok ellenségesek voltak a bolsevikokkal szemben. Már 1917 folyamán megkísérelt az orenburgi kozákok vezetője, Alekszandr Iljics Dutov atamán fegyveres ellenállást szervezni a bolsevikokkal szemben. A háborúból hazatérő, megfáradt kozákokból azonban nem tudott ütőképes egységet szervezni. Orenburgot is meghódították a vörösök 1918 január 31-én.
Veszélyesebb volt a szovjet állam számára a doni kozákok ellenállása. Itt Alekszej Makszimovics Kalegyin volt tábornok és atamán megpróbált erőt gyűjteni a birodalom helyreállítására. A nem kozák lakosságot is megpróbálta mozgósítani projektjéhez a „Régió Egyesített Kormányzatán” keresztül. Azonban a frontról hazatérők háborús fáradtsága itt is erős volt. Ráadásul a régió nem-kozák földművesei abban reménykedtek, hogy a szovjet hatalom felszámolja a kozákok kiváltságait, és így földet nyerhetnek a gazdaságaik számára.
A vörösök reakciója nem sokáig váratott magára, mivel a Don-vidék elzárta a Kaukázusba vezető vasutakat, és az ottani zűrzavar veszélyt jelenthet a Donyec-medence fontos iparvidékére. A hadügyminisztérium népbiztosa, Vlagyimir Alekszandrovics Antonov-Ovszejenko már 1917 novemberében utasítást kapott az ellenintézkedések megtételére. Petrográdból munkásokat, a kaukázusi frontról hazatérők katonákat, és a Donyec-medence munkásait mozgósították, így a tél folyamán sikerült erős vörös erőt felállítani. Kalegyin január 29-én kijelentette: „Helyzetünk reménytelen. A lakosság nemhogy nem támogat bennünket, inkább ellenséges is velünk szemben” és még aznap öngyilkos lett. A kozákok lázadása 1918. február 25-én a Don régió fővárosának, Novocserkasszknak a vörösök általi elfoglalásával ért véget.
A Kubán kozák régiója volt az utolsó ellenállási góc. A helyi kozákok itt népszerű külső vezető nélkül fordultak a szovjet hatalom ellen, de 1918. március 13-án fővárosukat, Jekatyerinodart elfoglalták a vörös csapatok.

### A fehérek hadseregének létrejötte
A bolsevikokkal szemben álló fehér haderő magja is a doni kozákok területén jött létre 1918 januárjában Novocserkasszkban, az orosz cári hadsereg utolsó vezérkari főnöke, Mihail Vasziljevics Alekszejev legfelső vezetésével. Az Önkéntes Hadsereg nevű fegyveres egység mindössze néhány ezer katonával rendelkezett. Vezetőik arra számítottak, hogy özönleni fognak hozzájuk az önkéntesek, főként a tisztek. (Az orosz hadseregnek 1917 májusában 133 ezer tisztje volt.) Azonban csalódniuk kellett, a katonák és a tisztek sem akartak harcolni, a háborút befejezettnek hitték.
A kis sereg első katonai parancsnoka Kornyilov tábornok lett. Amikor a vörösök meghódították a doni kozákok területét, a fehérek Kubán felé vonultak vissza. Jekatyerinodart szerették volna elfoglalni de vereséget szenvedtek, Kornyilov is elesett. A sereg magvát azonban sikerült megőrizni és Anton Ivanovics Gyenyikin tábornok parancsnoksága alatt újra visszatértek a Donhoz.
1918 nyarán aztán az antant támogatásával további hasonló katonai egységek jöttek létre Oroszország keleti, északi és északnyugati vidékein.

### A nemzeti kisebbségek felkelései
1917. november 15-én a a forradalmi orosz kormány kinyilvánította az önrendelkezés jogát, beleértve a teljes elszakadáshoz való jogot, közzétéve az Oroszország népeinek jogairól szóló kiáltványt. A bolsevikok abban bíztak, hogy a világforradalom részeként az esetleg függetlenné váló országok amúgy is a kommunizmus útjára lépnek.

#### Ukrajna
Az ukránok a cári Oroszország legnagyobb nemzeti kisebbségét alkották, összefüggő területen éltek, ahol nagy többséget alkottak. Az ukrán nemzeti függetlenség iránti vágy már a 19. században megjelent. A központi hatalom gyengülésével az ukránok 1917-ben saját kormányt hoztak létre és kikiáltották az Ukrán Népköztársaságot. Ennek vezető erejét az ukrán szociálforradalmárok és a marxisták adták, mégis megőrizték a nemzeti függetlenség vágyát.
A Lenin vezette petrográdi kormányzat azonban nem akarta eltűrni Ukrajna nemzeti függetlenségét, különösen azért, mert Oroszország az ukrán élelmiszer- és nyersanyagtermeléstől függött. Kijevben 1917 december 17-én az megalakult a „Szovjetek Összukrán Kongresszusa” és a bolsevikok ultimátumot adtak át az ukrán parlamentnek a ennek elismerésére. Ellenkező esetben katonai erő alkalmazásával fenyegettek.
Lenin pártja azonban meglehetősen népszerűtlen volt Ukrajnában, az 1917-es nemzetgyűlési választásokon a lakosság mindössze 11%-a szavazott rájuk. Ezért a bolsevikok képviselőinek ki kellett vonulniuk Kijevből Harkivba. Az ottani, túlnyomórészt orosz etnikumú lakosság körében népszerűbbek voltak. 1918 február 9-én az orosz bolsevikok csapatai Kijevet is meghódították.

#### Finnország
Finnország a cári birodalmon belül jelentős autonómiával rendelkezett. Az országot saját parlamentje igazgatta, a finnek a kötelező katonai szolgálat alól is felmentést kaptak. A bolsevikok azonban nagy befolyást szereztek a munkásmozgalomra Finnországban is.
A finn parlament 1917. december 6-án kikiáltotta az ország függetlenségét. Az alkotmányos válság, az élelmiszerhiány és a hagyományos társadalmi feszültségek, valamint ez az oroszországi forradalom hatása Finnországban is a forradalomhoz vezetett 1918. január 27-én. Ez Dél-Finnországban győzött is, míg északon a „fehér finnek” vették át a hatalmat. Kitört a finn polgárháború. A nagyjából egyenlő erejű két fél közötti brutális harc mintegy 37 ezer áldozatot szedett az egyébként kisszámú lakosság körében. Végül német támogatással a fehérek győztek. Az orosz bolsevikokat a breszt-litovszki békeszerződés akadályozta meg abban, hogy nagyszabású segítséget nyújtsanak a finn vörösöknek. 1918. május 5-re a fehérek Mannerheim tábornok vezetésével leverték a vörösök ellenállását.

#### Besszarábia
1918 januárjában Besszarábiában kikiáltották a Moldáviai Demokratikus Köztársaságot. Odesszából vörösgárdisták érkeztek a függetlenségi törekvések leverésére, de őket román segítséggel visszaverték. 1918 áprilisában az 1,5 milliós lakosságú terület csatlakozott Romániához. 1919 májusában hozták létre a bolsevikok a rövid életű Besszarábiai Szovjet Szocialista Köztársaságot Bender városában; 1924 szeptemberében pedig Tatarbunari városában robbantottak ki felkelést a moldáviai szovjet köztársaság létrehozására, de ezek a kísérletek kudarcot vallottak.

### A Vörös Hadsereg létrehozása
A bolsevikok kezdetben forradalmi gárdaként akarták létrehozni a Munkás-paraszt Vörös Hadsereget. Sztálin és az első főparancsnok,  Nyikolaj Vasziljevics Krilenko elképzelései szerint ebben a milícia jellegű seregben nem lettek volna a rangok és a katonák maguk választották volna parancsnokaikat. A német offenzíva idején azonban az ilyen improvizált egységek nem voltak képesek ellenállni még a gyengébb német Landwehr csapatoknak sem.
Krilenkót leváltották és Trockij kapta a feladatot, hogy hozza létre a saját elképzelései szerint a Vörös Hadsereget. Ő egy olyan hadseregben gondolkodott, amely bár ideológiailag indoktrinált, de szilárd fegyelemre épül. Trockij 1919 tavaszán újjászervezte a Vörös Hadsereget, sorozással 2 200 000 főre növelte annak állományát. A hadsereg első főparancsnoka az egykori lett lövész, Jukums Vācietis lett. 1919 júliusában őt a nemesi származású egykori cári tiszt, Szergej Szergejevics Kamenyev követte ezen a poszton. A vezető pozíciókat főleg egykori cári tisztek kapták, akiket időnként családjuk túszként tartásával is kényszerítettek. A politikai megbízhatóságról a politikai komisszárok gondoskodtak. Számos egykori cári tiszt azonban később a Szovjetunió megbecsült katonai vezetője lett, mint Tuhacsevszkij és Jegorov, a Szovjetunió marsalljai (egészen a sztálini nagy tisztogatás időszakáig).
Eredetileg egy 700 000 fős hadsereget kívántak létrehozni 1918 végéig. Hamarosan azonban úgy döntöttek, hogy hárommilliós hadseregre lesz szükség.

## 1918 – a szemben álló erők konszolidációja
Bár a fiatal szovjet hatalom megnyerte a vasúti hadjáratokat, a németek 1918 tavaszi inváziója nyomán hatalmuk ugyanolyan bizonytalan és törékeny maradt, mint közvetlenül a forradalom után. Ismét egy külső tényező lett az a meghatározó tényező, amely elindította az 1918-as bolsevikellenes felkeléssorozatot. Az első világháború idején az orosz hadsereg oldalán a központi hatalmak ellen harcoló Csehszlovák Légió lett az első komolyabb katonai fenyegetés a bolsevik uralomra. Ezeket a csapatokat Vlagyivosztok kikötőjén át szándékoztak visszaküldeni Európába. A transzszibériai vasútvonalon történő szállítás azonban elhúzódott; az antant pedig – nem kis nehézséggel – rávette a csehszlovákokat a maradásra és a bolsevikok elleni harcra. Május 14-én a cseh katonák és a vörösök felé hajló magyar hadifoglyok között Cseljabinszkban halálos áldozatokkal járó összecsapás volt. Trockij mint katonai vezető ezután parancsot adott az idegen csapatok lefegyverzésére. A Légió megtagadta a parancsot. Trockij ezután kiadta az utasítást a csehszlovák fegyveresek megsemmisítésére. Azonban a Volga-vidéken és Szibériában lévő vörösök ereje sokkal gyengébb volt a harcedzett légiósokénál.

### Az eszerek felkelése
A Szamara városában jelentős befolyással rendelkező eszer (Szociálforradalmár Párt) politikusok a Csehszlovák Légió erejében lehetőséget láttak politikai hatalmuk visszaszerzésére. 1918 júniusában megalakították a bolsevikok által feloszlatott petrográdi alkotmányozó nemzetgyűlés (amelyben annak idején az eszerek többséget alkottak) egykori tagjainak bizottságát (Komucs), a bolsevikokkal szembeni ellenkormányként.
A csehszlovákokkal szövetségben hatalmukat kiterjesztették a Szamara és Ufa körüli területekre. A szociálforradalmi ellenkormány 30 000 fős „néphadsereg”-et próbált toborozni erről a területről. Mivel azonban csak körülbelül 10 000 önkéntes állt rendelkezésükre, a további katonákat erőszakkal sorozták. Ez népszerűtlenné tette az eszereket, mivel a bolsevikok korábban csak önkéntesekre támaszkodtak. A szociálforradalmárok nem tudták politikai tőkévé változtatni kezdeti népszerűségüket a gazdák körében; más társadalmi rétegeket sem sikerült megnyerniük. A polgárság idegenkedett az eszerek marxista gyökereitől, a munkások a bolsevikok mellé álltak.
A nyár folyamán Trockij a lehető legtöbb katonát visszavonta a központi hatalmak szembeni frontról. 1918 októberére a Mihail Nyikolajevics Tuhacsevszkij vezette hadseregcsoport már több mint 100 000 emberrel rendelkezett, és augusztusban megindult Szimbirszk irányába. Ugyanakkor Trockijnak sikerült megfegyelmeznie a Kazany előtt álló kaotikus 5. hadsereget, és egyúttal visszaverte az eszerek kísérletét a Moszkvába vezető vasútvonal elvágására. A Komucs erői demoralizálódtak, október 7-én Szamara elesett. A csehszlovák egységek harc nélkül kivonultak keletre; a légiók helyi parancsnoka, Svec öngyilkos lett a mozgalom fővárosának bukása után.

### Újabb kozák felkelések
Nemsokkal a doni kozákok felkelésének elfojtás után, 1918. május 6-án a fehérek elfoglalták a kozákok fővárosát, Novocserkasszkot. A kozákok és a fehérek a környező területeket a breszt-litovszki béke értelmében megszálló németektől is támogatást kaptak, a német csapatok elzárták a Don vidékére vezető vasutakat, lelassítva a vörösök érkezését. A zsákmányolt orosz fegyvereket is átadták a felkelőknek. A fehér hadsereg Krasznov tábornok vezetésével júniusban már 40 ezer fegyveresre támaszkodhatott.
1918 augusztusában Mamontov tábornok lovassági rohamot indított Caricin ellen. Ez volt a lovasság első tömeges alkalmazása a polgárháborúban, és arra késztette a vörösöket, hogy maguk is lovasságot állítsanak fel. Caricin ostroma elhúzódott, és végül a helyi katonai vezető, Sztálin irányításával a védők kerekedtek felül. Sztálin szerepe ebben a csatában jelentősen járult hozzá későbbi személyi kultuszához, illetve ahhoz, hogy a várost utóbb róla nevezték el Sztálingrádnak. A sikertelen ostrom után a kozákok többsége kiterjedt fosztogatásba kezdett, majd  zsákmányával hazatért.
Kubán kozák népessége is ismételten felkelt 1918-ban az új hatalom ellen. A németek blokádja ezt a térséget is elzárta a középső Szovjet-Oroszországtól. Az Önkéntes Hadsereg parancsnoka, Gyenyikin megpróbálta kihasználni ezt a gyenge pontot. A májusban kezdődött hadjárat végén a fehér gárda 1918. augusztus 18-án elfoglalta a rövid életű Jekatyerinodar Tanácsköztársaság fővárosát.

### A fehérek mozgalma Szibériában
Szibériában bolsevikok társadalmi bázisa sokkal gyengébb volt, mint a központi területeken. A ritkán lakott vidéken nem volt olyan markáns a nagybirtokosok és a szegényparasztok közötti feszültség, mint az európai területeken. A városokban sem volt jelentős a munkásosztály ereje. Az alkotmányozó nemzetgyűlési választásokon az eszerek érték el a legjobb eredményeket, a városokban nagy volt a konzervatívok befolyása. Amint a  Csehszlovák Légió a bolsevikok ellen fordult, a vörösök Szibéria feletti befolyása gyakorlatilag eltűnt. A csehszlovák hadtest átvette az irányítást a transzszibériai vasútvonal felett, amely az egyetlen közlekedési tengely volt a hatalmas országrészen belül.
A csehszlovákok 1918. június 25-én, egyhetes ostrom után elfoglalták Jekatyerinburgot, a bolsevikok helyi közigazgatási központját. A visszavonuló bolsevikok kivégezték az ott fogva tartott II. Miklós orosz cárt, egész családjával együtt. A cári család őrzésében, esetleg kivégzésében, részt vehettek magyar vöröskatonák is. A polgárháború alatt a Romanov-ház összesen 19 tagja vesztette életét.
A fehérek mozgalmának két másik pillére is volt Szibériában: az Omszkban központtal rendelkező szibériai kozákok, valamint a cári hadsereg mintegy 8000 elbocsátott tisztje, akik Szibériában telepedtek le. Ők az egységes orosz állam hívei voltak, elutasították a regionalisták elszakadási törekvéseit csakúgy, mint az eszerek – szociálforradalmárok – társadalmireform-követeléseit.

#### Kolcsak támadása

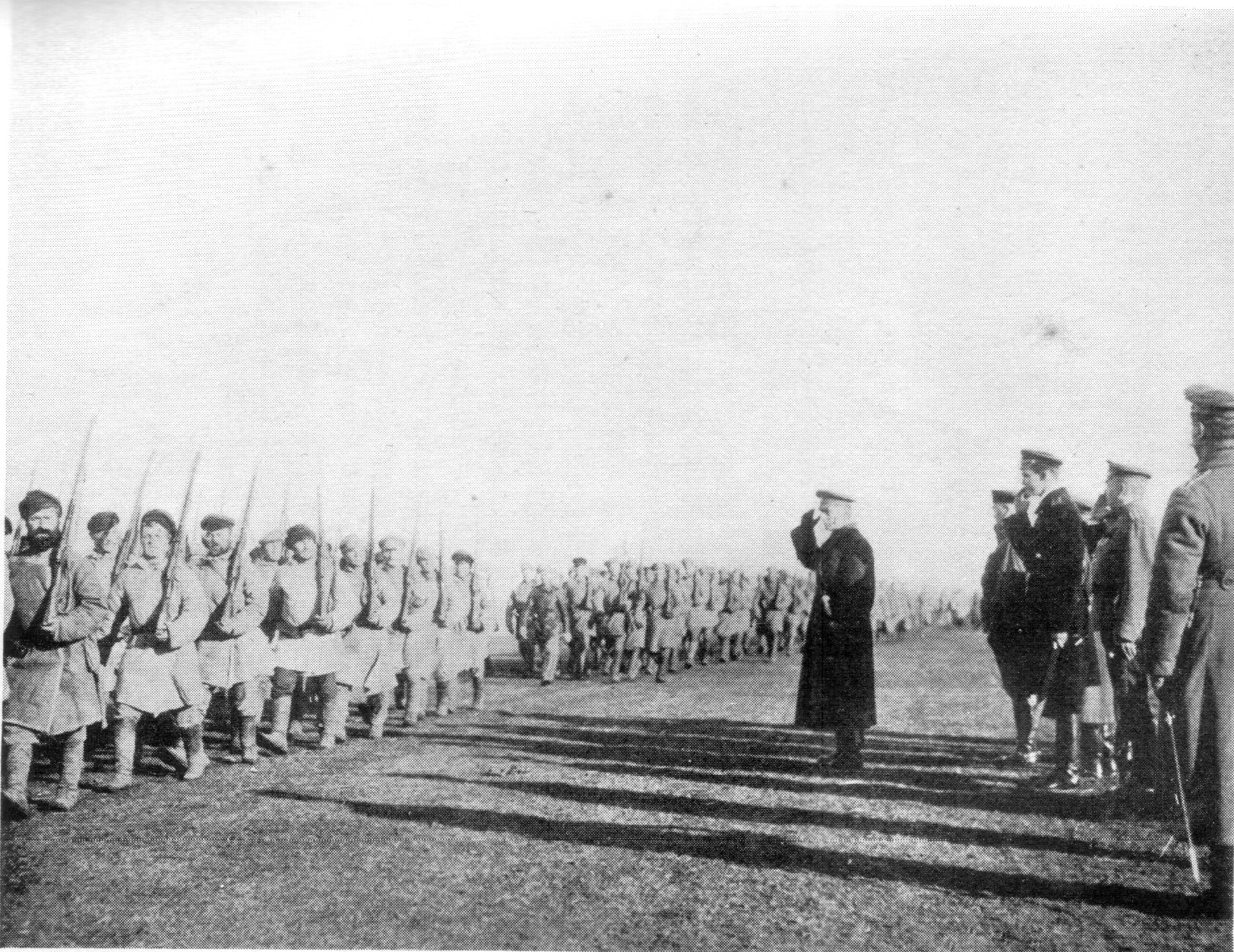
Kolcsak admirális megszemléli a katonáit 1919-ben

Az omszki ideiglenes kormány a nyár folyamán nem tudott kiépíteni a Szibéria hatalmas területeit átfogni képes apparátust, és nem tudta áthidalni a konzervatívokkal fennálló politikai ellentéteket. 1918. szeptemberében Ufában az összes kelet-oroszországi antibolsevik erő összefogásának szándékával direktóriumot alakítottak. Minisztertanácsot hoztak létre, amelyben Kolcsak admirális kapta meg a hadügyi és tengerészeti tárcát. 1918. november 18-án Kolcsak letartóztatta a direktórium eszer tagjait, katonai diktatúrát hozott létre és kikiáltotta magát „Oroszország Legfelsőbb Vezetőjének”. A fehér mozgalom többi fő vezetője bizonyos fenntartások ellenére is elismerte őt, és ez a vezetés nagy mértékben hatott a polgárháború következő évi alakulására. Programját így foglalta össze:
A polgárháború rendkívül nehéz körülményei között felveszem ennek a hatalomnak a keresztjét, és kijelentem: sem a reakció, sem a pártpolitika végzetes útjára nem lépek. Fő célom egy hatékony hadsereg felépítése, a bolsevikok legyőzése, valamint a törvény és a rend helyreállítása, hogy a nép elnyomás nélkül döntsön saját kormánya természetéről, elismerve a szabadság eszméit, amelyeket szerte a világon hirdetnek.
A tél folyamán Kolcsak mintegy 140 000 fős haderőt toborzott, amit az antant hatalmas anyagi támogatásával szerelt fel.
1918 április 4-én Kolcsak széles fronton támadást indított nyugatra, Moszkva felé. A gyenge Vörös Hadsereg fő erői akkor délen harcoltak. Ezt a támadást délről Gyenyikinnek, nyugatról a lengyeleknek, északnyugatról Jugyenyics tábornok erőinek kellett támogatniuk. A fehérek április közepére 60 kilométerre megközelítették Kazanyt, Szimbirszktől is csak 100 kilométer választotta el őket. Ezzel 6 millió lakos, 300 000 km² terület, az uráli iparvidék és gazdag termőföldek kerültek a fehérek birtokába. A bolsevikok újra általános mozgósítást rendeltek el a munkásság, a szakszervezetek, társadalmi szervezetek körében; a kommunisták fele fegyvert fogott.
Csak április végén tudta megállítani a támadást a frissen mozgósított erőkkel Szergej Szergejevics Kamenyev, a vörös Keleti Front főparancsnoka, egykori cári ezredes. Június 9-én elfoglalták Ufát, Kolcsak visszaszorult az Uralhoz. A harcokban kitüntette magát Frunze, Blücher, Csapajev és Ejhe lett bolsevik.
Júniusban vita bontakozott ki a bolsevik vezetésben a keleti hadjáratról. Jukums Vācietis, a Vörös Hadsereg első főparancsnoka és Trockij a támadás leállítását javasolták azzal, hogy azokat a déli és nyugati frontokon kellene bevetni. Úgy vélték, hogy a Vörös Hadseregre olyan nagyszabású európai hadjáratok várnak, mint annak idején a francia forradalom hadseregére. Lenin azonban a forradalom fennmaradása szempontjából létfontosságúnak tartotta a keleti hadjárat folytatását, az Urál meghódítását. 1919. június 15-én az Oroszországi Kommunista Párt (bolsevikok) Központi Bizottsága teljes ülésén jóváhagyta Lenin javaslatát és kiadta a szükséges utasításokat. Június végén a szovjet csapatok általános támadást indítottak, elfoglalták Permet, majd Jekatyerinburgot és Cseljabinszkot. Augusztus 24-én Lenin az ország népéhez intézett üzenetben jelentette be Kolcsak seregének szétzúzását. A fehérgárdisták mögöttes területén, Irkutszkban felkelés robbant ki. Az antant is felhagyott Kolcsak támogatásával és egy eszer–mensevik kormányzat felállításában gondolkodott. Kolcsakot a Csehszlovák Légió fogta el, hogy  megkönnyítsék távozásukat Vlagyivosztok felé. Átadták az admirálist az irkutszki eszer–mensevik Politikai Központnak, akiktől a hatalmat egy hét múlva a bolsevik Forradalmi Katonai Bizottság vette át. Kolcsakot 1920. február 7-én agyonlőtték.

## 1919 – Baltikum, Petrográd
1919 januárjára a vörösöket kiszorították Észtország területéről. Május 22-én balti német önkéntesek elfoglalták Rigát a bolsevik lett lövészek ellenében. Az észt hadsereg azonban a németekkel szemben a függetlenségért küzdő lettek pártját fogta és 1919 júniusában a cēsisi csatában megverte a németeket, elősegítve a független Lett Köztársaság létrejöttét.

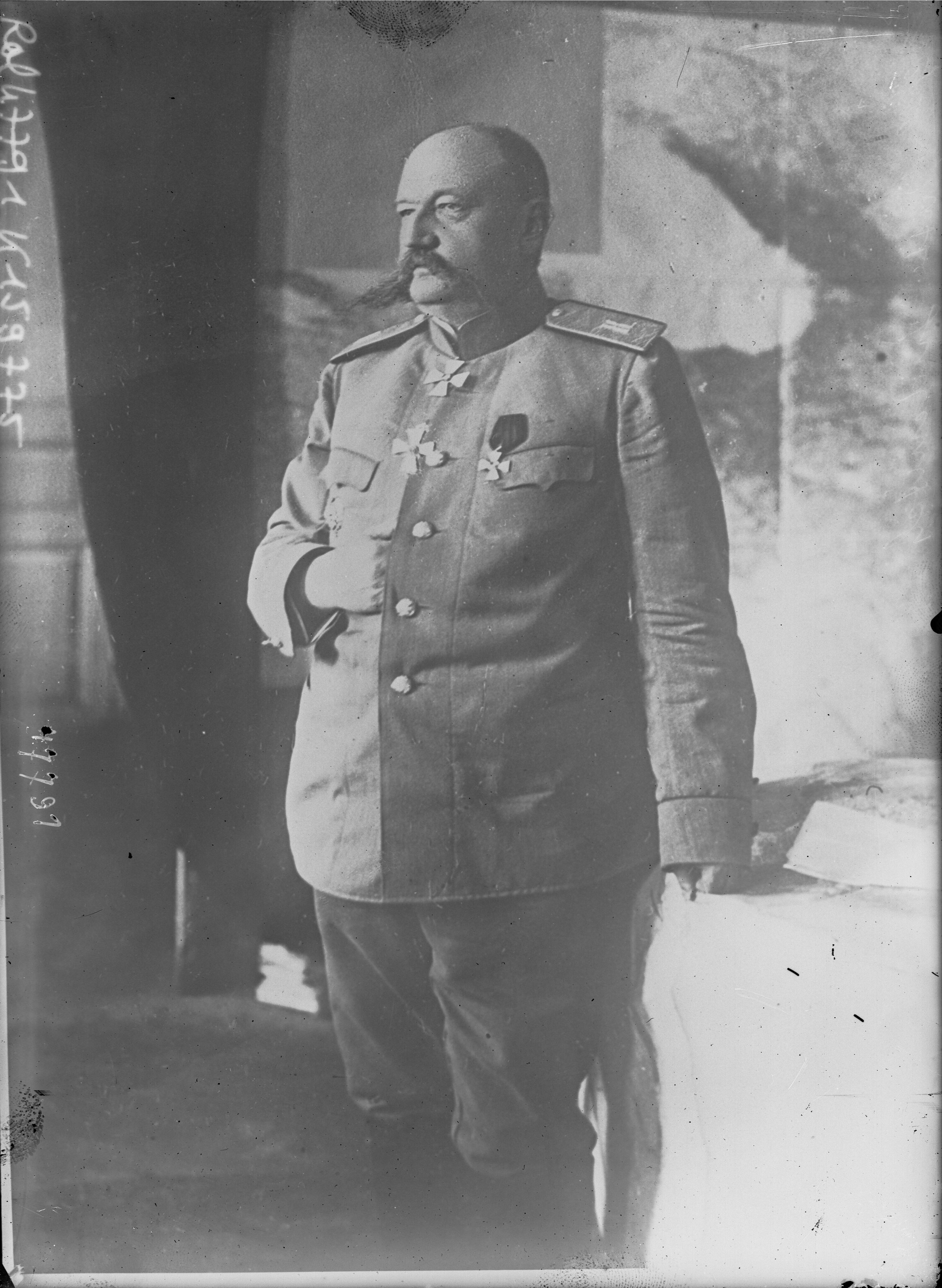
Nyikolaj Nyikolajevics Jugyenyics tábornok

1919 nyarát Nyikolaj Nyikolajevics Jugyenyics volt cári tábornok hadsereg toborzásával töltötte, a britek támogatásával, Észtországban. 1919 októberében kísérletet tett Petrográd elfoglalására mintegy 20 ezer emberrel. A jól kivitelezett hirtelen támadás, aminek során hat brit harckocsit is bevetettek, elérte a város szélét. Egyes bolsevik vezetők már a város feladásáról gondolkodtak, de Trockij ezt elfogadhatatlannak tartotta és személyesen állt a védekezés élére. Kijelentette, hogy a 15 ezres fehér hadsereg el fog veszni a felfegyverzett munkások által védett nagyvárosban.
Trockij felfegyverezte a lakosságot, férfiakat és nőket egyaránt, erősítéseket rendelt Moszkvából és néhány hét múlva már háromszor annyi katonája volt a fronton, mint a fehéreknek. Jugyenyics feladta az ostromot és visszavonult. Az észt kormányzat csak lefegyverzésük után engedte észt földre lépni a katonáit. 1920 február 2-án Észtország és Szovjet-Oroszország békeszerződést kötött, Jugyenyics és legtöbb katonája emigrált.

## 1919 – Dél-Oroszország, Ukrajna
A dél-oroszországi fehér mozgalom helyzete 1919 elején ellentmondásos volt. Névleges vezetőjüktől, Kolcsaktól földrajzilag elszakadva a fehérek déli egységei saját katonai stratégiát követtek. Az Önkéntes Hadsereg jelentős sikereket ért el a Kaukázusban. A Krasznov egykori cári tábornok, kozákvezér parancsnoksága alatt álló doni hadsereg azonban Rosztov-na-Donu-tól északra felőrlődött a vörösökkel folytatott harcban. A Vörös Hadsereg létszáma 117 000 fővel ekkorra már jóval felülmúlta a doni hadsereg 38 000 katonáját. A vörös katonai vezetés a kiképzés és a fegyelem hiányát a Cseka és a katonai törvényszék akcióival próbálta kompenzálni. Csak az egyik hadseregben 2000 halálos ítéletet mondtak ki a harcok során, ebből 150-et végrehajtottak. 1919 februárjára a kozák hadsereg létszáma 15 000 fegyveresre apadt ellenfelei fölénye miatt. Ez megpecsételte Krasznov politikai sorsát. Saját emberei nyomására február 15-én minden tisztségéről lemondott. Helyére az Gyenyikin tábornokkal szoros kapcsolatban álló kozákvezér, Bogajevszkij lépett, aki elismerte a fehér tábornok katonai és politikai parancsnokságát is a kozákok felett. Krasznov távozása külpolitikai előnyt jelentett Gyenyikin számára, ugyanis Krasznov még a világháború vége előtt kapcsolatokat keresett Németországgal, II. Vilmos német császárral, ami elfogadhatatlanná tette személyét a britek számára.

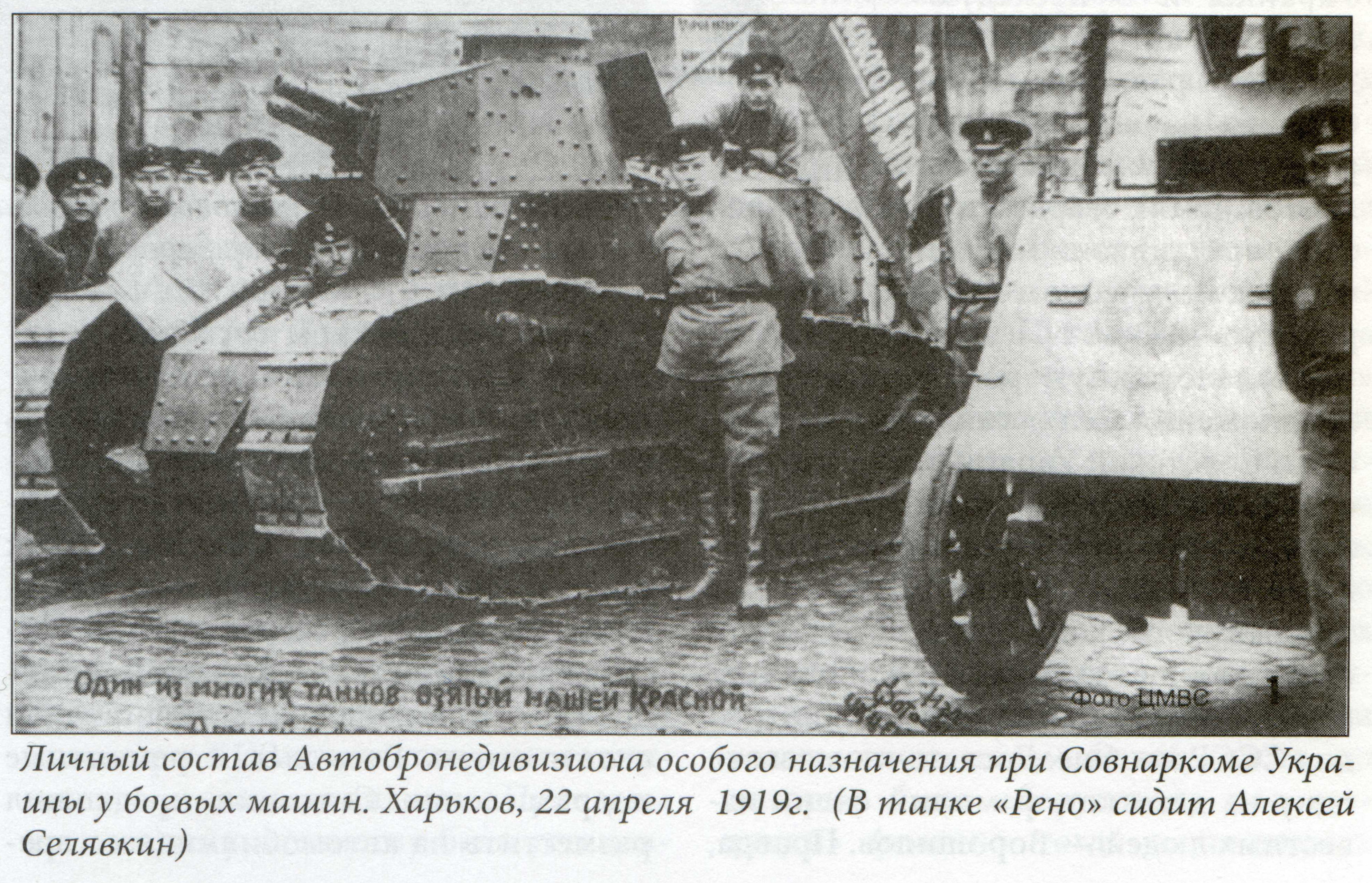
Zsákmányolt Renault FT francia tank szovjet katonákkal, Harkov, 1919 április

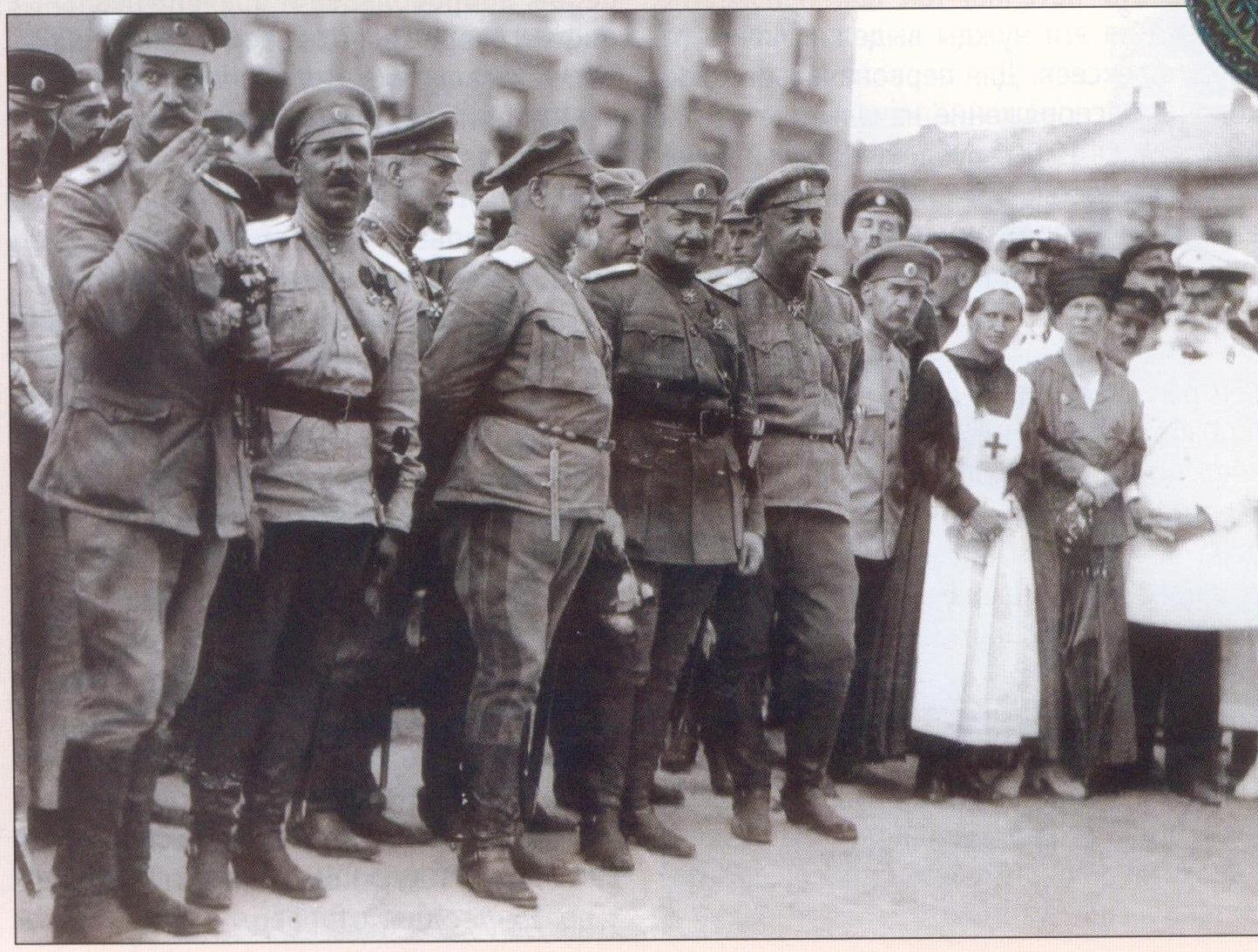
Gyenyikin (1. sor, 3. balról) Harkovban. 1919. június

Gyenyikin Dél-Oroszország fegyveres erőinek vitathatatlan vezetője lett, beleértve a fehéreket és a kozákokat egyaránt. Júniusban az Önkéntes Hadsereg ellentámadásba lendült, és győzni tudott a meggyengült 2. ukrán hadsereggel és a bolsevikok 13. hadseregével szemben. A két hadsereget rendezetlen visszavonulásba taszították, és június végére a fehér csapatok elfoglalták Harkovot.
Keleten a megtépázott Doni Hadsereget Gyenyikin csapataival erősítették meg. A parancsnokságot Vrangel tábornok vette át, aki a kaukázusi hadjáratban már sikeresen irányított egy lovashadosztályt. Vrangelnak sikerült megszilárdítania csapatait az Jegorov vezette 10. vörös hadsereg támadásaival szemben, sőt támadásba ment át és 1919. június 30-án elfoglalta a „Vörös Verdunt”, Caricint. A néhány hónappal korábban még katasztrófa előtt álló Doni Hadsereg előrenyomulásával a bolsevikok teljesen elvesztették a kezdeményezést déli frontjukon, és Gyenyikin további nagyobb hadműveletekre készült.

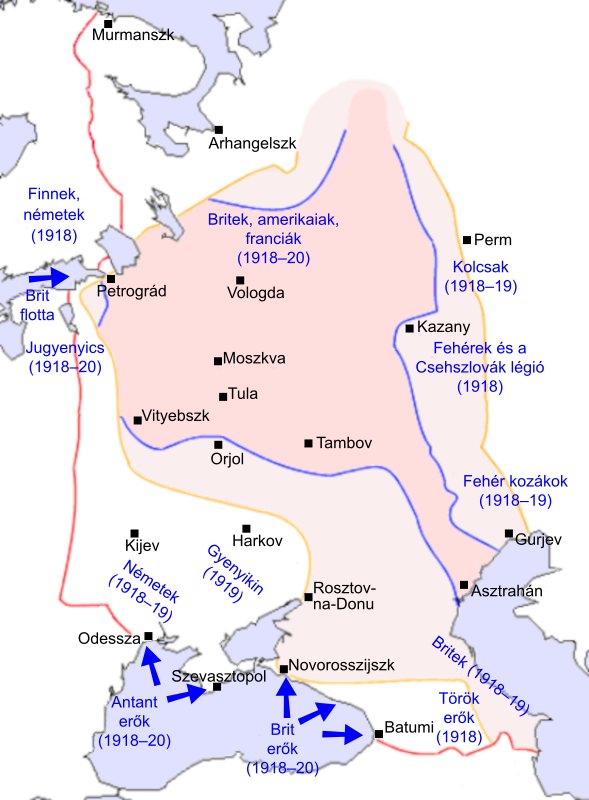
Polgárháború és intervenció Szovjet-Oroszországban, a kék vonalak a fehérek és a csehszlovák légió maximális előrenyomulását mutatják

A déli front összeomlása meglepetésszerű, nagy csapás volt a Trockij vezette bolsevik főparancsnokság számára. A vereség egyik oka az volt, hogy a bolsevik hadseregek hátországa bizonytalan volt. A 2. ukrán és a 13. hadsereg hátában Mahno anarchista csapatai tevékenykedtek, aki 1918-ban Lenin szövetségese volt, de az év végén ellene fordult.
A fehérek 8. hadserege a doni kozákok területén vonult fel. Március elején Krasznov tábornoknak itt még nehézségekbe ütközött új egységek felállítása a háborús fáradtság miatt. A Vörös Hadsereg előretörése idején azonban a kozákok újra felkeltek (Vjosenszkaja felkelés). A felkelést a vörösök leverték, az áldozatok száma a polgárháború legvitatottabb kérdései közé tartozik. Az egyik felfogás szerint a bolsevikok felismerték, hogy a cár idején kiváltságos kozákok az engesztelhetetlen ellenfeleik, ezért még 1919 januárjában „kozáktalanítási” programot fogadtak el, ami a népcsoport mint társadalmi és kulturális egység felszámolását, elitjének fizikai kiirtását célozta; még a jellegzetes kozák viseletet is betiltották. A korabeli, a fehérek és vörösök által is elfogadott adatok szerint azonban az itteni vörösterror áldozatainak száma körülbelül 300 volt. Amikor Gyenyikin csapatai újra elfoglalták a térséget, a fehérek titkosszolgálata, az OSZVAG már többezer áldozatot „számolt össze”. A későbbi fehér emigráns irodalomban pedig egészen 1,7 millió áldozatig, népirtásig emelkedtek ezek a számok.
A Vörös Hadsereg nagy belső szervezési problémákkal is küzdött. Trockij reformjai még korai szakaszukban voltak. Az újonnan besorozott fiatalok közül sokan dezertáltak. Nagy volt a hiány a képzett katonákból, a Vörös Hadsereg továbbra is főleg a korábban radikalizálódott katonatömegek altisztjeire támaszkodott. 1919 júliusában az egykori lett lövészt, a Vörös Hadsereg első parancsnokát, Jukums Vācietist leváltották. Utódja Szergej Szergejevics Kamenyev lett. Augusztusban Trockij különítményeket hozott létre a front mögötti dezertőrök vadászatára. Vācietis úgy vélte: „Az a fegyelem, amelyet a Vörös Hadseregben szigorú büntetésekre alapozva érvényesítettek és alkalmaznak, csak a félelemhez és a parancsok gépies végrehajtásához vezetett, minden inspiráció és kötelességtudat nélkül.”
1919 júliusában Gyenyikin kidolgozta a Moszkva elleni támadás részletes tervét. Három főcsoportot alakított ki: keleten a kaukázusi hadsereget Vrangel báró vezetése alatt, a doni hadsereget Szidorin vezetésével és nyugaton a fő erőt, az Önkéntes Hadsereget Maj-Majevszkij parancsnoksága alatt. A fő csapást az utóbbi csoportosulásnak kellett végrehajtania, de mindhárom hadseregnek el kellett volna érnie Moszkvát különböző irányokból. Dragomirov tábornok, az egész dél-oroszországi fehér haderő helyettes vezetője 1919 nyarán Párizsban tárgyalt az antant és Kolcsak admirális képviselőivel, majd visszatérve a kijevi körzet katonai erőinek parancsnoka lett. Kolcsak serege azonban hosszú harcok után augusztusban végleg vereséget szenvedett, Gyenyikin elvesztette egyik legfontosabb szövetségesét.
Az elit Önkéntes Hadsereg a nagy támadás során szeptember 20-án elfoglalta Kurszkot, október 14-én pedig bevonult Orjolba, 400 kilométerre megközelítve Moszkvát. Dragomirov kijevi csapatai  elfoglalták Csernyigov városát, ami még jobban visszaszorította a vörösök befolyását Ukrajnára.
Időközben a bolsevikok némi lélegzetvételhez jutottak a lengyel–szovjet háborúban elért fegyverszünet révén, amit nagyarányú területi engedményekkel értek el. A Belarusz területén sikeresen előrenyomuló lengyelek azért is álltak meg, mert a fehérek által hirdetett „egységes és oszthatatlan Oroszország” jelszava szögesen ellentmondott nem csak a Józef Piłsudski lengyel politikus által favorizált Tengerköz koncepciónak, a Balti-tenger és a Földközi-tenger közötti lengyel nagyhatalmi terveknek, hanem magának Lengyelország függetlenségének is. A vörösgárdisták így átcsoportosíthatták erőiket Moszkva védelmére.

### Bolsevik ellentámadás

A Vörös Hadsereg bevonulása Orjolba (ismeretlen festő korabeli műve)

Szeptemberre a vörösök főparancsnokságának sikerült ütőképes egységeket felállítania a hozzájuk lojális kozákságból, a lett lövészekből és lovassági alakulatokból. Hat nappal azután, hogy a fehérek elfoglalták Orjolt, sikerült a várost visszahódítani. Kényes egyensúlyi helyzet alakult ki, amit aztán Bugyonnij, a később legendássá vált 1. lovashadsereg parancsnoka vitt döntésre. Csapatai a Moszkvát támadó éktől keletre foglaltak helyet. Arra kapott parancsot, hogy kelet felé, Vrangel kaukázusi hadserege ellen támadjon, ő azonban úgy döntött, hogy nyugatra indul és oldalba támadja Szidorin seregeit. Október 24-én elfoglalta Voronyezst, a fontos vasúti csomópontot – ezzel elzárta a Moszkva felé támadó erőket az utánpótlástól, és azok kénytelenek voltak megkezdeni a visszavonulást. Gyenyikin elvesztette a kezdeményezést, offenzívája összeomlott, a visszavonulás menekülésbe fordult. December 13-án a vörösök elfoglalták Kijevet. Rosztov-na-Donu 1920. január 7-én esett el. A fehérek utolsó csapatai a Kubán vidéke felé menekültek. Brit hajók szállítottak 37 ezer embert Novorosszijszkból a Krímbe; mintegy 60 ezer fehér harcos esett fogságba. Gyenyikin elvesztette tekintélyét és elhagyta Oroszországot.
Gyenyikinnek ez a támadása hozta a legveszélyesebb helyzetbe a vörösöket a polgárháború során. Vereségével gyakorlatilag megszűnt a lehetősége annak, hogy a fehérek győzhessenek a bolsevikok ellen.

### Gyenyikin vereségének okai
A fehérek déli vereségének katonai és politikai okai egyaránt voltak. A Vörös Hadsereg a mintegy 1000 kilométer hosszú frontvonalon ekkorra már mindenfelé számbeli fölényben volt. Gyenyikin a lakosság felkelésébe vetette a reményét, azonban nem tudta a parasztságot maga mellé állítani. A fehérek csapatai ugyanis nemigen kaptak utánpótlást, „önellátásra” kellett berendezkedniük. A rekvirálás gyakran nyílt rablásba, fosztogatásba fordult.
A fehérek egyik tábori lelkésze erről így írt: „Rablás, spekuláció, szemtelenség és szégyentelenség tették tönkre a hadsereg szellemét. Egy rabló hadsereg már nem hadsereg, hanem banda.”  A fosztogatások miatt Gyenyikinnek 1920 januárjában már az oszladozó fehér hadsereg hátában megjelenő „zöldekkel”, a parasztok kis egységeivel is harcolnia kellett.
Gyenyikinnek – akárcsak Kolcsaknak – nem volt programja, víziója. „Átmeneti megoldásként” katonai diktatúrát hirdetett az által birtokba vett területeken – a csúcsponton mintegy 42 millió ember élt fennhatósága alatt – de nem tudott működő közigazgatást létrehozni, elidegenítette magától a városi lakosságot, az értelmiséget is.

### Transzkaukázus
A Transzkaukázus vidékét a dél-oroszországi fehér csapatok kivonták a szovjet kormány befolyása alól, mivel nagyrészt blokkolni tudták a közlekedési kapcsolatokat. 1918-ban az örmények, azerbajdzsánok és grúzok kikiáltották függetlenségüket az összeomló cári birodalomtól. Először rövid életű föderációt kötöttek Transzkaukázusi Demokratikus-Föderatív Köztársaság néven, amely azonban a belső viták miatt hamarosan szétesett. 1918 májusában a három állam, az Örmény Demokratikus Köztársaság, Azerbajdzsáni Demokratikus Köztársaság és Grúz Demokratikus Köztársaság függetlenné vált. Grúziában a kormány mensevikekből állt, Örményországban és Azerbajdzsánban nacionalista pártok uralkodtak. A bolsevikoknak csak 1918 májusában sikerült megvetni a lábukat az azerbajdzsáni olajközpontban, Bakuban, júliusban azonban a helyi nacionalista erők és a jobboldali eszerek brit támogatással felülkerekedtek. 26 különböző nemzetiségű bolsevik és baloldali eszer vezető hajóval menekült, de a jobboldali eszerek elfogták és brit egyetértéssel kivégezték őket. A 26 bakui komisszár kivégzése a fehérterror emblematikus este volt, a szovjet propaganda legendákat épített köréjük. 2009-ben a független Azerbajdzsánban azonban lebontották emlékművüket és a kommunista politikusok maradványait iszlám, zsidó és keresztény egyházi személyek szertartásai mellett temették el.
A három új állam egymással is vitákba keveredett. Örményország és Azerbajdzsán még határháborút is vívott. Törökország befolyása, amelynek területi vitái is voltak Örményországgal, még bonyolultabbá tette a helyzetet.
A fehér mozgalommal való szövetség a kaukázusi államok számára sem jöhetett szóba, mivel azok Oroszországot régi határai között akarták visszaállítani. A nyugati országok azonban mindhárom köztársaságot elismerték. A britek egy kis helyőrséget tartottak fenn az olajban gazdag Azerbajdzsánban, légi és tengeri támaszpontot létesítettek, felállították Royal Navy zömében átalakított kereskedelmi hajókból álló brit Kaszpi-flottilláját. 1919. május 21-én került sor az Alekszandrovszkij erődről elnevezett tengeri csatára, amelyben a brit flotilla legyőzte a vörös haditengerészet egységeit. A Vörös Hadsereg azonban Gyenyikin veresége után nem sokkal elérte a Kaukázust. 1920. április 28-án a vörösök elfoglalták Bakut és kikiáltották az Azerbajdzsáni Szovjet Szocialista Köztársaságot.
1920 szeptemberében a török csapatok megszállták Örményországot. A káoszba süllyedt kormány a bolsevikokhoz fordult segítségért, és novemberben kikiáltották az Örmény Szovjet Szocialista Köztársaságot. A szovjetizálás Grúziában ütközött a legnagyobb ellenállásba. A szovjet kormány 1920-ban be nem avatkozási egyezményt kötött az országgal. 1921 februárjában azonban a Vörös Hadsereg megtámadta Grúziát. A fővárosért Tbilisziért folytatott egyhetes csata után ebben az országban is megalakult a szovjet köztársaság. A szovjet nemzetiségi politika kiterjedt kulturális függetlenséget ígért a Kaukázus népeinek, de a politikai függetlenség elvesztése árán. Az 1920-as években mindhárom országban felkelések voltak a szovjet uralom ellen, amelyeket csak a Vörös Hadsereg tudott leverni.

## 1920 – Krím-félsziget

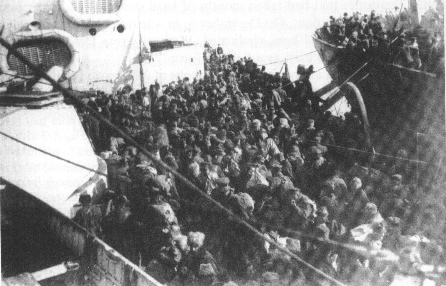
Fehér csapatok evakuálása Novorosszijszkból a Krím felé, 1920

A vörös csapatok elhelyezkedése a hadművelet kezdetén (1920. november 5-én) és a hadműveleti terv diagramja; 1920. november 5-i 0011. számú végzés

A Donnál és Szibériában elszenvedett vereség után a Krím lett a fehér mozgalom utolsó bázisa. Vrangel tábornok a Novorosszijszkból evakuált csapatokból 37 000 fős haderőt hozott létre. A lengyel–szovjet háború időt adott időt Vrangelnek egységei átcsoportosítására. Erői júniusban megindították az első támadásukat a Perekopi-földszoroson át északra történő kitöréssel. A helyi szovjet védelem összeomlott, június végére bekerítették és szinte teljesen kiirtották az ellentámadásba lendült vörös lovas hadtestet. Amikor a vörös 13. hadsereg összeszedte magát, Vrangel csapatai már előrenyomultak a Dnyeper felé. Ezután a bolsevikok ellentámadást indítottak, leszűkítették az előretörő fehérek kapcsolatát a krími hátországukkal, de ez nem akadályozta meg Vrangel csapatait Mariupol és Zaporizzsja (korabeli nevén Alekszandrovszk) bevételében. Vrangel azonban tisztában volt azzal, hogy ezeknek a korlátozott sikereknek a birodalom perifériáján csak kétes értéke volt. Azzal, hogy csapatai Kutyepov tábornok vezetésével átkeltek a Dnyeperen nyugat felé, megpróbálta megtartani a kezdeményezést. Egy hét múlva azonban katonáinak vissza kellett vonulniuk keletre a folyón át.
1920. október 12-én Lengyelország fegyverszünetet kötött a szovjet állammal, ami csapatokat szabadított fel a Vrangel elleni harcra. Új déli hadseregcsoport alakult Frunze vezetésével. Október végére a vörösök hat hadsereget tudtak felállítani összesen 133 000 fővel. Frunze ki tudta használni ezt a négyszeres számbeli fölényt. A harcok fő terhét Mahno ukrán anarchista vezér „fekete” partizánjai viselték, akik korábban a fehérek és a vörösek ellen is harcoltak. Frunze a több mint 20 000 katonát vesztő fehér csapatokat visszaűzte a Krímbe. Vrangel felismerte a helyzet kilátástalanságát, és előkészítette a kiürítést. November 16-ig az egykori cári fekete-tengeri flotta hajóin 146 000 embert, többségében civileket evakuáltak Törökországba.
Vrangel rövid ideig tartó tevékenysége során fehérek legjobb politikusának bizonyult. Míg Kolcsak és Gyenyikin nem tudták elnyerni a lakosság támogatását, Vrangel politikailag biztos hátországot hozott létre magának a Krím-félszigeten; kárpótlással kisajátította a nagybirtokosokat, szövetségre törekedett az összes politikai párttal, sőt az anarchista Mahnót is megpróbálta megnyerni a kommunisták elleni harcra. A városi értelmiséget is igyekezett integrálni katonai diktatúrájába. Vrangel maga így foglalta össze stratégiáját: „Oroszországot nem lehet felszabadítani a Krímből Moszkvába tartó diadalmenettel, hanem csak egy olyan kormány létrehozásával – bármilyen kis darab orosz földről legyen is szó –, olyan életkörülményekkel, ami vonzó a vörös iga alatt nyögő orosz embereknek."
Vrangel számára az is előnyt jelentett, hogy a lakosság mintegy 1/4-ét kitevő krími tatárok ellenségesek voltak a kommunizmussal szemben; már 1918 áprilisában, a német csapatokkal együttműködve felkeltek a szovjet uralom ellen, és meggyilkolták a helyi szovjet vezetőket.
A Krím az ország egyik legtermékenyebb mezőgazdasági vidékeként lehetővé tette a csapatok és a lakosság megfelelő ellátását is. Maga a félsziget pedig kedvező stratégiai védelmi pozíciót kínált a szárazfölddel szemben. De Vrangel erői már túl kicsik voltak ahhoz, hogy katonailag érvényesülhessenek a Vörös Hadsereg ellen. Politikai programja is csak a lakosság semlegességét tudta elérni, nem tudott igazi támogatást szerezni a fehér mozgalom számára. A földkérdésben hozott intézkedéseit a kommunisták már évekkel korábban túllépték. A fronthoz közeli területeken, ahol a lakosságot rekvirálásra és háborús munkára kötelezték, a hangulat hamar ellenségessé vált. A fehér tiszteknek semmi közük nem volt a Krímhez és annak lakóihoz, akiknek szemében megszállóként viselkedtek.
Vrangel politikai mozgásterét a britek is korlátozták. Gyenyikin veresége után a brit kormány már meg volt győződve arról, hogy a vörösök nyerik a polgárháborút. Ezt követően megvonták támogatásukat a Fehér Hadseregtől, nem javasolták a támadást Vrangelnek, és már a polgárháború idején megpróbáltak diplomáciai kapcsolatokat létesíteni a szovjet kormánnyal.

## Polgárháború Szibériában 1918-1922
Az orosz polgárháború idején az egykori Orosz Birodalom távol-keleti része Szovjet-Oroszország és a cári állam maradványai közötti erőszak csatatere volt. A harcok ezen a fronton a Külső-Mongóliától Kelet-Szibérián át az oroszországi Külső-Mandzsúria Usszuri és Amur körzeteire terjedtek ki.
A kommunista oldalon harcoló erők a Vörös Hadsereg, a kozákok egy része, a kommunista mongol milíciák és a Távol-keleti Köztársaság voltak. A fehér oldalon a Fehér Hadsereg helyi egységei, a fehéreket támogató mongol milíciák, a mongol kormányerők és a kínai Beiyang hadsereg voltak.  Megérkeztek a szövetséges intervenciós erők, amelyek 70 000 japán birodalmi katonából és 10 000 amerikai tengerészgyalogosból álltak.

### A japán célok
Az októberi forradalom idején a japánok már befolyást szereztek a kínai Mandzsúriában. Meglepődtek, amikor a bolsevikok sikeresen átvették a hatalmat Oroszországban. Míg az amerikaiak Kolcsak fehér kormányának támogatása iránt érdeklődtek, a japánok az orosz kikötők és tengerparti területek átvételét tűzték ki célul. 1918-ban Japán az Egyesült Államok tengerészgyalogságával együtt elfoglalta Vlagyivosztokot. A japánok gyors terjeszkedést terveztek, az Amurtól és az Usszuri folyótól kezdve egészen a Bajkál-tóig. A Távol-keleti Köztársaság oroszok általi megalapítására válaszul a japánok támogatták a fehérek Ideiglenes Amur-menti kormányát.

### Az Egyesült Államok célja
Az Egyesült Államok érdekelt volt abban, hogy segítsen Kolcsak admirális szibériai kormányának, amely segítségre szorult. Ki akarták szorítani a Vörös Hadsereget Szibériából, és lehetővé akarták tenni a Fehér Hadsereg számára, hogy megszerezze Oroszország ellenőrzését és legyőzze a bolsevikokat.  Ebben nagy szerepet játszott az Egyesült Államok kormányának attól való félelme, hogy a kommunizmus átterjed az Egyesült Államokra, ha a bolsevikok megnyerik a polgárháborút. A másik fő ok a Csehszlovák Légió 40 000 emberének megmentése volt, akiket a bolsevik erők fogva tartottak, miközben azok megpróbáltak a Transzszibériai Vasút mentén Vlagyivosztokba eljutni, és a remények szerint végül a nyugati frontra. Ezen kívül az Egyesült Államok küldött nagy mennyiségű katonai készletet kívánták megóvni.

### Bolsevik célok

Kolcsak csapatainak a visszavonulási útvonala

A bolsevikok céljai a Távol-Keleten ugyanazok voltak, mint a többi fronton: az egykori Orosz Birodalom területének visszafoglalása vagy megtartása, az antant szövetségesek előre nyomulásának megállítása Szibériában. A szovjetek a Távol-keleti Köztársaságot ütköző államként hozták létre, hogy visszatartsák a fehér és a szövetséges hadseregeket.
A háború Mongóliára is kiterjedt, ahová a távol-keleti fehér seregek visszaszorultak. Míg mások Japánba vagy Kínába vonultak vissza, voltak, akik megpróbálták megtartani Mongóliát, amely cári szövetséges állam volt. A háború elhúzódásával a mongolok kénytelenek voltak oldalt választani. Néhányan csatlakoztak a kommunistákhoz, vagy úgy, hogy beléptek a hadseregükbe, vagy milíciákat hoztak létre, hogy segítsenek harcolni a fehérek ellen. Mások a fehérekkel tartottak, a (nyugati) bábkormány erőinek vagy milíciáinak részeként.
Végül a vesztes fehérek száműzetésbe kényszerültek.  Az amerikaiak 1920-ban hagyták el Szibériát és az orosz Távol-Keletet. Japán a fehérek veresége után is megtartotta a területeit, és csak 1922 októberében vonult ki. A háború befejeztével az oroszországi szovjet kormány visszaszerezte Oroszország háború előtti összes távol-keleti területét.  A régió területei miatti összecsapások Japánnal azonban a következő évtizedben is folytatódtak, amint az az 1938-as Haszan-tavi csatában és az 1939-es Halhín-goli csatában is megnyilvánult.

## A bolsevikok belpolitikája
A kommunista vezetés polgárháborús belső politikájára Lenin 1921-ben, az új gazdaságpolitika, a NEP bevezetésekor használta visszamenőleg a hadikommunizmus kifejezést. Az orosz gazdaság alapvető problémája az országon belüli élelmiszer-elosztás összeomlása volt. A kereskedelem összeomlott, és túl kevés ipari áru állt rendelkezésre ahhoz, hogy a gazdálkodókat a feleslegük eladására ösztönözze. A kormány már 1918 májusában bejelentette az „élelmiszerdiktatúra” bevezetését. Ez magában foglalta a mezőgazdasági magánkereskedelem teljes tilalmát és a rögzített árak rendszerét. A fő eszköz azonban a mezőgazdasági termékek ellenszolgáltatás nélküli elkobzása volt. Ezzel a rendszerrel a polgárháború első két évében évente legfeljebb a háború előtti gabonamennyiség egyharmadát lehetett bevinni a városokba. A feketepiac, a cserekereskedelem a tilalmak ellenére több árut forgalmazott a város és vidék között, mint a kormány hivatalos erőfeszítései. Két év kártérítés nélküli elkobzás után sok gazda csökkentette a vetésterületét. Ezt a problémát is erőszakkal kívánták kezelni, hogy a gazdálkodókat maximális vetőmag elvetésére és így többlettermelésre kényszerítsék. Ezek a módszerek kezdettől fogva ellenállásba ütköztek a gazdálkodók részéről. 1918 és 1920 között a parasztok az úgynevezett „beszerzési brigádok” tagjai közül mintegy 15 000 főt öltek meg. E politika nyomán a háború után, 1921–22-ben is katasztrofális éhínség dúlt, Oroszország egyes régióiban kannibalizmus is előfordult. 1921-ben az orosz gazdálkodók mintegy negyede éhezett. A legsúlyosabban érintett területek a Volga-vidék, Kazahsztán, Dél-Ukrajna, Nyugat-Szibéria és a Don vidéke voltak.
A szovjet kormány a kulturális területen is egyre inkább kényszert alkalmazott. 1919 februárjától oktatási intézményeket hoztak létre csak munkások és gazdálkodók számára, hogy kineveljék saját elitjüket. 1919 decemberétől kötelező írás-olvasási tanfolyamokat vezettek be minden írástudatlan ember számára.
Az ortodox egyház elleni agitáció már a forradalom előtt is a bolsevik program része volt. A kereszténység oroszországi adminisztratív intézkedésekkel történő visszaszorítására tett első kísérlet a vallási közösségek adományokból történő finanszírozásának tilalma volt. Ez elzárta őket elsődleges pénzforrásuktól. Ennek a politikának a további eszkalációja azonban csak a polgárháború után következett be.
| Termelési adatok millió tonnaidézi | 1913  | 1921 | Százalék |
| ---------------------------------- | ----- | ---- | -------- |
| Szén                               | 29,0  | 8,9  | −64 %    |
| Acél                               | 4,3   | 0,2  | −95 %    |
| Vasúti szállítás                   | 132,4 | 39,4 | −70 %    |
| Gabona                             | 80,1  | 37,6 | −53 %    |

Az ipar területén 1918 júniusában az összes nagyobb vállalatot államosították. Kezdetben a gyárakat választott munkások felügyelete alá helyezték. Ez a megközelítés gyakran nem eredményezett hatékony munkát, és 1919-től nagyrészt felhagytak vele. Az állam kényszerintézkedései nem tudták megállítani az ipar hanyatlását. 1920-ban a nyomás fokozódott, amikor még a kisvállalkozásokat is államosították, és a munka általános militarizálását hirdették meg. Ez a lakosság legalapvetőbb szabadságjogainak korlátozását eredményezte. Állami munkakötelezettség volt. A régi elit vagyonának kisajátításával a bolsevikok megszerezték a társadalom szélesszegény rétegeinek a jóindulatát, de gazdasági szempontból az intézkedések csak súlyosbították a válságot. Az első világháború, majd a polgárháború, a külföldi gazdasági blokád és a bolsevik gazdaságirányítás nyomán az orosz gazdaság termelése a háború előtti töredékére zsugorodott. A kisajátításokkal megszerzett politikai tőkét a háború során ismét elherdálta a párt és az állami bürokrácia felduzzadásával. 1921-re az állami bürokrácia többszörösére nőtt a cári közigazgatáshoz képest. A háború alatti spontán sztrájkok résztvevői azzal vádolták a helyi párttagokat, hogy szinte minden adminisztratív pozíciót betöltöttek, és a munkások rovására gazdagodtak.
A vörösterrort gazdasági célok érdekében is bevetették. A Cseka például 1919 februárjában parasztokat vett túszul, hogy társaik megtisztítsanak egy hóval borított vasúti pályaszakaszt. 1919-ben már mintegy 12 ezer embert tartottak munkatáborokban az országban. Bár 1920 januárjában formálisan eltörölték a halálbüntetést, a titkosszolgálatok ezt gyakran figyelmen kívül hagyták.

## A polgárháború társadalmi háttere
A fehérek vezetői, Gyenyikin tábornok és Kolcsak admirális egyaránt az ütőképes hadsereg felállítását tekintették a legfontosabbnak, a többi célról csak homályos elképzeléseik
voltak. A fehérek világos programjának hiánya lehetővé tette a bolsevik propagandistáknak, hogy mindenféle álprogramot terjesszenek Gyenyikin és Kolcsak nevében.
Bár a fehérek időben és térben különböző helyeken felbukkanó mozgalmai, csoportosulásai mind konzervatívnak vallották magukat, közülük egyetlen egy sem volt monarchista, egyikük sem tűzte zászlajára a cárizmus visszaállítását. Ennek egyik oka természetesen az lehetett, hogy a cári család nagy részét a bolsevikok kivégezték, de például Nyikolaj nagyherceg, aki az első világháborúban egy ideig a hadsereg főparancsnoka is volt, a Kaukázusban, majd a Krímben tartózkodott egészen 1919 elejéig. Nem vállalt politikai szerepet és a fehérek befolyásos vezetői sem győzködték sem őt, sem a többi még élő nagyherceget.
A bolsevikok azért jutottak hatalomra, mert békét és földet ígértek a népnek. Az első ígéretet nem teljesítették, de ezért a felelősséget az ellenforradalomra háríthatták. A hadikommunizmus élelmiszer-elosztási rendszere azt jelentette, hogy a parasztok „fölös”, a létfenntartáson túli termékeit elkobozták, a földet azonban a tulajdonukban hagyták. A bolsevikok hatalomra kerülése után az élet a korábbinál is nehezebb lett, különösen a városokban. Egyetlen ígéretét viszont beváltotta az új hatalom: az egykori vagyonos osztályok az összes privilégiumukat elvesztették, még a proletároknál is rosszabb körülmények közé kerültek.
A fehérek az „egységes és oszthatatlan Oroszország” visszaállítását tűzték ki célul. Nacionalizmusuk élesen szemben állt az orosz állam peremein egyre nagyobb erővel kibontakozó helyi nacionalista mozgalmak törekvéseivel. Az egységes Oroszország visszaállítását tartalmazta a bolsevik párt központosító programja is, de ők ezen belül az önrendelkezést is hangoztatták.
A fehér kormányok földprogramja ködös, kétértelmű volt. Az Önkéntes Hadsereg alkotmányának a „tulajdon sérthetetlenségére” vonatkozó paragrafusa ellentmondott a földreformnak: a fehérgárdisták által elfoglalt területeken gyakran előfordult, hogy a parasztok földjét visszaadták a földbirtokosoknak, ami a gazdag parasztok érdekeit is súlyosan sértette.
A parasztság elégedetlen volt a szovjet kormány politikájával is: az élelmiszer-elosztási
rendszerrel éppúgy, mint a szovhozok és kommunák létesítésének tervével. Az 1919-es ukrajnai parasztlázadások hulláma azon dekrétumok közvetlen következménye volt, melyek
értelmében a földesurak nagygazdaságait átadták az államnak szovhozok létesítése céljából. Ezek a dekrétumok tükrözték az állami politika utópisztikus célját, miszerint olyan „kenyér- és húsgyárakat” kell létrehozni, melyek „gazdaságilag függetlenítenék a szocialista rendet a kistulajdonostól”. A bolsevik kormány e politikája persze a fehérek földvisszaadási programjához képest még mindig a kisebbik rossznak tűnt.
Az ellenforradalom programjában a nép a múlthoz, a régi rendhez való visszatérést látta, míg a forradalom programja némi reménnyel kecsegtette. A bolsevikok által kínált ismeretlen újat az egykori Orosz Birodalom lakóinak többsége jobbnak látta, mint a kompromittált régit.
A bolsevik forradalomnak volt olyan vezére, Lenin, akinek tekintélyét az összes forradalmár elismerte, bár a szovjet állam vezetői egymás közt nem civakodtak kevesebbet, mint a fehér mozgalom vezetői. A fehér mozgalomnak viszont nem volt mindenki által elismert vezetője.

## Az intervenció megítélése
Az oroszországi intervenció célja az antant és a központi hatalmak részéről egyaránt az ő országaik társadalmi berendezkedését is fenyegető orosz forradalom leverése volt, valamint területszerzés, illetve gazdasági érdekeik érvényre juttatása a láthatóan bomlásnak indult Oroszország területén.
Az antant haderejét közvetlenül két szempontból érintette hátrányosan a bolsevik hatalomátvétel. Egyfelől Oroszország véget vetett szövetségesi kötelezettségének és német katonák százezreit csoportosíthatták át a nyugati frontra, másrészt az antant hadianyag-szállítmányai a bolsevikok és a németek kezére kerülhettek. Az antanton belül a britek és franciák hajlandóak lettek volna teljes háborút indítani a szovjetek ellen, de ezt az amerikaiak ellenezték. Az angolok és a franciák jelentős gazdasági előnyöket is reméltek a beavatkozástól.
A külföldi intervenció, illetve a fehérek nagyszabású támogatása, pénzzel, fegyverrel, lőszerrel, évekkel elnyújtotta a polgárháborút. A fehérek fő támogatói, az angolok és franciák csillagászati összegeket (Winston Churchill szerint 1919-ben Anglia 100 millió fontot, Franciaország pedig 30-40 millió fontot) költöttek az oroszországi fehér csapatokra. A vörösök uralma alatt álló országrészt viszont az antant gazdasági blokád alá vonta, ami önmagában is háborús cselekménynek számított.
A külföldi katonai beavatkozások végül az intervencióban résztvevő országok hazai lakosságának háborús fáradtsága, katonáinak, matrózainak zendülései és főleg a külföldiek által támogatott fehéreknek a polgárháborúban elszenvedett katonai veresége miatt maradtak sikertelenek.
Az intervencióban résztvevő országok jelentős száma (14) hozzájárult a mindenfelől kapitalista országok által fenyegetett szocializmus teóriájának megalapozásához. Lenin az 1922-es genovai konferencián az intervencióra hivatkozva a külföldi beavatkozás által okozott károk megtérítéséhez kötötte a Szovjetunió által államosított külföldi érdekeltségek ügyének újratárgyalását.

### Külföldiek a Vörös Hadsereg soraiban
A Vörös Hadsereg soraiban harcoló külföldiek száma messze meghaladta az intervenció katonáinak számát. 1918 őszén lett, lengyel, kínai, cseh, finn, magyar és más, többnyire katonai tapasztalatokkal rendelkező internacionalisták és egykori hadifoglyok alkották a még formálódó Vörös Hadsereg egyik fő erejét mintegy 50 000 fővel. 1920 nyarára létszámuk elérte a 250 000-et. A magyarok létszámára vonatkozó becslések 25 000 és 80 000 között szóródnak.
Az internacionalista alakulatok a vörösök legáldozatkészebbjei közé tartoztak, az eszme iránti odaadás fűtötte őket, a szovjethatalmat tekintették hazájuknak. Az internacionalista egységek megszervezésében nagy szerepet játszott Kun Béla, Szamuely Tibor, Zalka Máté, Ligeti Károly, Szun Fu-jüan, Aleksa Dundić, Johann Koplenig, Mihail Gheorghiu Bujor, Jaroslav Hašek, Toivo Antikainen, Karol Świerczewski.

### Szovjet intervenció külföldön
A polgárháború során Szovjet-Oroszország külpolitikája az általuk várt világforradalom támogatására, a forradalom exportjára törekedett, bár képtelen volt komoly támogatást nyújtani „vörös” (baloldali szociáldemokrata, szocialista és kommunista) politikai erőknek. A szovjet-orosz vezetés lehetővé tette ugyan Finnország függetlenedését, de a Finnországban állomásozó orosz egységeket a finn polgárháborúban az ottani vörösök támogatására utasította és felkelést szított Észtországban is. 1918–1923 között több összecsapásra került sor a jobb- és baloldali erők között a vereséget szenvedett központi hatalmak országaiban, azonban a zilált belpolitika és baloldali tömegmozgalmak ellenére, a szovjet-orosz politikának nem sikerült forradalmasítania Közép-Európa és a Balkán területeit.
Emellett a hagyományos orosz nagyhatalmi politika is továbbélt: a cári Oroszországtól elszakadt területeken, továbbá Közép-Kelet-Európában, a Balkánon és a Földközi-tenger térségében az orosz geopolitikai érdekek hatalmi és katonai eszközökkel való biztosításán volt hangsúly. A törökországi kemalista erőknek adott, legalább egymillió rubelnyi támogatás egyszerre szolgálta az antant meggyengítését és a tengerszorosokhoz való hozzáférést.

## A polgárháború veszteségei
Az orosz polgárháború az első világháborút Európa-szerte követő politikai és társadalmi zűrzavarba és a bal- és jobboldali csoportok összecsapásainak sorába illeszkedik, melyek közül például a finn polgárháborúban 37 ezer ember vesztette életét. Az oroszországi belháború emberveszteségének meghatározását nemcsak a szovjet levéltárak kutatásának nehézségei hátráltatták, hanem a kommunista rendszer és az 1990 után újra megerősödő orosz nacionalizmus torzításai is. Emellett az 1897-es birodalmi cenzus és az 1926-os szovjet népszámlálás között csak részleges adatokat ismerünk az orosz majd szovjet területek demográfiájáról. Az 1923-ig végzett népszámlálások alapján annyi állapítható meg, hogy 1920-ban kilenc–tíz millióval kevesebben éltek Oroszországban, mint a világháború végén ugyanitt. A mintegy kétmillió ember kivándorlását és az 1921-es éhínséget figyelembe véve ez mintegy nyolcmillió polgári áldozatot jelent. Ez a cári birodalom első világháborús vesztesége négyszeresének felel meg.
Mértékadó becslések szerint összesen körülbelül 770 000 katona halt meg a két oldalon. A veszteségek 80%-át a Vörös Hadsereg szenvedte el. További 700 000 harcos veszthette életét járványok (főleg tífusz) következtében szolgálata során.
Emellett 50–150 ezer zsidó származású áldozatot öltek meg pogromokban. A cári uralom alatt a zsidók ki voltak zárva a közszolgálati pályáról. Amikor a bolsevikok újjáépítették a közigazgatást, számos zsidó szakember áramlott a hivatalokba. Ezt a fehérek antiszemita propagandára használták fel. Ukrajnában különösen elszaporodtak a pogromok a zsidó kisebbség ellen. A fehér parancsnokok gyakran eltűrték vagy ösztönözték a pogromokat, egy-egy város elfoglalása után saját katonáik „jutalmaként”. Legalább két esetben Mamontov és Mai-Majewski tábornok kifejezetten elrendelte a támadásokat. Petljura katonái, Mahno anarchistái és a lengyel csapatok is részt vettek a zsidó lakosság elleni támadásokban. Egyes esetekben a vörösök is rendeztek pogromokat..
A háború és az éhínség után mintegy hétmillió árva élt az utcákon a szovjet területen. Koldulással és bűnözéssel tartották fenn magukat. Egy 1920-as szovjet felmérés szerint az ilyen gyereklányok 88%-a foglalkozott prostitúcióval. Fiúkról is jelentettek prostitúciós eseteket. A gyerekeknek csak kis hányadát tudták elhelyezni árvaházakban. Másik részüket gyerekmunkásként alkalmazták, így legalább eltávolították őket az utcáról. Az idősebb gyerekek egy részét bevették a Vörös Hadsereg egységeibe.
Komoly károkat okozott a későbbi Szovjetunió számára a vagyonos és művelt rétegek emigrációja: több százezer és kétmillió között lehetett az Oroszországot elhagyó monarchista, alkotmányos demokrata, baloldali vagy nemzetiségi emigránsok együttes száma.

### Terror

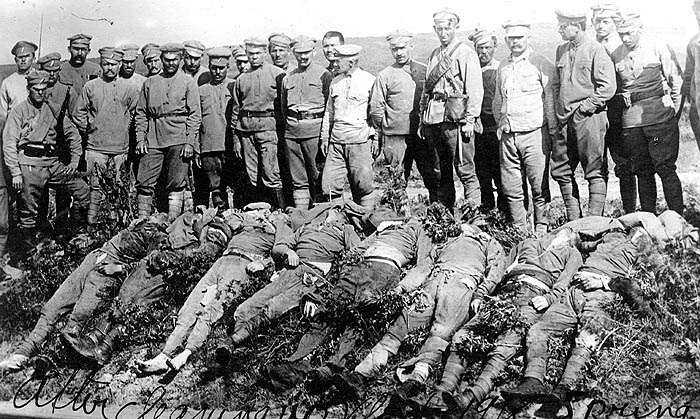
Jellegzetes és jellegzetesen vitatott kép a polgárháború áldozatairól. Az álló alakok az sapkájuk alapján kétségtelenül a csehszlovák hadtest tagjai, a halottakat egyes források szintén cseheknek, a vörösök áldozatainak, más források a csehek illetve a fehérek által legyilkolt bolsevikoknak tartanak

Az oroszországi polgárháború rendkívül brutális volt, nem csak a harcok során, hanem az azokat követő megtorlásokban is rengeteg életet oltottak ki. Mindkét fél széles körben alkalmazta az egyéni és a tömeges terrort. Az ellenfél elfogott tisztjeit, katonai vezetőit alapesetben azonnal likvidálták. A közkatonákat lehetőség szerint megpróbálták átállítani. Hadifoglyok tartására egyik fél sem volt berendezkedve. Az utókor történészei ideológiai alapállásuktól függően az egyik vagy másik oldal terrorját emelik ki vagy tartják a kezdetnek, ami után aztán elszabadult a pokol. A fehérterror során egyedül az oroszországi csehszlovák légió becslések szerint több mint 5000 emberrel végzett.
A bolsevikok V. Volodarszkij 1918. junius 20-i, Mojszej Szolomonovics Urickij augusztus 30-i meggyilkolásával, illetve az utóbbival azonos napon Lenin ellen szintén az eszer Fanni Jefimovna Kaplan által elkövetett merényletekre hivatkoznak a vörösterror magyarázataképpen. Nagy letartóztatási hullám kezdődött, 1921-re már hetvenezer embert börtönöztek be. Történészek, mint Mihail Voszlenszkij és Gunnar Heinsohn Lenint okolják azért, hogy a forradalom és a szocialista rend felépítése számtalan áldozatot követelt. Voszlenszkij ezek számát legkevesebb 13 millióra teszi, Heinsohn 4 millióról ír. Számos szerző, köztük Hannah Arendt, Karl Popper, Friedrich August von Hayek és Zbigniew Brzezinski, azzal vádolják Lenint, hogy már a forradalom előkészítésekor az elit káderpártról alkotott koncepciójával legalábbis megkönnyítette a szovjet rendszer totálissá válását. Egyes történészek csak a bolsevikok által kivégzett doni és kubányi kozákok számát több tízezer és félmillió közé teszik, a kozákokkal való bolsevik bánásmódot népirtásnak tekintve. A túszszedés és letartóztatás a külföldi hadifoglyokat is érintette: a szovjet-orosz kormány – válaszul az 1920-as népbiztos-perekre – magyar hadifogoly tiszteket vett őrizetbe, és csak a Tanácsköztársaság vezető személyiségeinak szabadon bocsátása ellenében engedélyezte hazatérésüket.
1918. július 6–7-én került sor Moszkvában a baloldali eszerek felkelésére, akik ellenezték a németekkel kötött breszt-litovszki békét és azt, hogy a bolsevikok előtérbe helyezték az állam megszilárdítását, a mindennapi feladatok megoldását a forradalom továbbvitelével szemben. Az addig a Csekában is jelentős pozíciókat birtokló eszerek meggyilkolták Wilhelm von Mirbach német követet, túszul ejtették Dzerzsinszkijt, a Cseka vezetőjét, stratégiai pontokat foglaltak el Moszkvában és általános felkelésre szólítottak fel. A bolsevikok a lett lövészek segítségével gyorsan leverték a lázadást, és illegalitásba szorították az addig velük kormányzó baloldali eszereket, bevezették a kommunista párt diktatúráját és a tömeges terrort.
A polgárháborús vörösterror egyik legsúlyosabb példája volt a Krím-félszigeten lezajlott tisztogatás Vrangel veresége után, ami Kun Béla nevéhez is fűződik. Azonban a korabeli fehér emigráns sajtó és nyomában a történészek nagy része ezeket a súlyos adatokat is végtelenül eltúlozta, helyenként 50–150 ezer áldozatról is írtak. 21. századi részletes kutatások – az adatok hiányosságát is tekintetbe véve – a Krímben 1920–21-ben ténylegesen kivégzettek számát 5 és 12 ezer ember közé teszik, hangsúlyozva, hogy itt lényegesen súlyosabb volt a megtorlás, mint Kolcsak illetve Gyenyikin veresége után.
A vörösterror szükségességét a fehérterrorral szemben a kommunisták ideológiailag is alátámasztották, a marxista Lukács György szerint „a vörösterror a hatalomra jutott proletárosztály elszánt, erőszakra is kész akaratának intézményes formája avégből, hogy a szocializmushoz vezető út akadályait (ellenforradalom, szabotázs, korrupció, lánckereskedés stb.) eltakarítsa a maga útjából.”  Lukács április 15-i cikkében (Népszava) többek között arra is fölhívja a figyelmet, hogy nem szabad késlekedni: „Az államhatalom birtoka azt jelenti, hogy itt a pillanat az egykor elnyomó osztályok megsemmisítésére. Itt a pillanat, de élni is kell vele!” 
A nyugati értékelések a bolsevikok győzelmének fő okát – a kommunizmusba, mint szebb jövőbe vetett utópikus hiten kívül – a tömeges, rendszerszerűen alkalmazott terrorban látják. Eszerint a széles körben dokumentált fehérterror mindig csak egyes személyek, egyes szadista tábornokok, fanatikusok műve volt, a vörösterror viszont állami rangra emelkedett. 1919 januárjában az OK(b)P KB Szervező Irodája a kozákokkal folytatott harc tapasztalatai alapján utasítást adott ki, amely szerint a kozák vezetőket egyenként likvidálni kell. Egyes adatok szerint a doni kozákok 70%-át lemészárolták.
A két fél terrorja által megölt civilek számára vonatkozóan ideológiai, politikai okok még csak nem is közelítenek egymáshoz a különböző források adatai. A „vörösök” által végrehajtott kivégzések számát a nyugati irodalom 50 000 és 200 000 közé becsüli. Az, hogy halálos ítélet nélkül hány ember vesztette életét állami elnyomás következtében, teljesen ismeretlen. A fehérterrort sem dokumentálták kellőképpen. 21. századi becslések 20 000 és 100 000 közé teszik áldozataik számát.

## Megjelenése a művészetben
- Babel: Lovashadsereg (novellák)
- A fehér gárda: Mihail Afanaszjevics Bulgakov ukrán-orosz író 1923 és 1924 között írt regénye, melynek színpadi változatát is bemutatták Turbinék napjai címmel. A mű egy kijevi, fehérekhez húzó értelmiségi családot helyez a középpontba.
- Mihail Alekszandrovics Solohov: Csendes Don – A Nobel-díjjal jutalmazott, négykötetes regény az első világháború és az orosz polgárháború keretei között mutatja be egy kozák közösség történetét.
- Csillagosok, katonák – a magyar-szovjet játékfilmet Jancsó Miklós rendezte 1967-ben, a forgatókönyvet Hernádi Gyula, Georgij Mdivani, Jancsó Miklós írta.
- Borisz Leonyidovics Paszternak: Zsivago doktor (regény) (Nobel-díjat kapott) és a belőle készült filmek: Doktor Zsivágó (film, 1965), Doktor Zsivágó (film, 2002) és tévésorozatok.
- Alekszej Nyikolajevics Tolsztoj: Golgota regénytrilógia. (Sztálin-díjat kapott 1943-ban) Online változat a MEK-ben.[100]
  - Nővérek (Сёстры) (1920-1921)
  - Ezerkilencszáztizennyolc (Восемнадцатый год) (1928)
  - Borús reggel (Хмурое утро) (1941)

## Fordítás
- Ez a szócikk részben vagy egészben  a   Russischer Bürgerkrieg című német Wikipédia-szócikk ezen változatának fordításán alapul.  Az eredeti cikk szerkesztőit annak laptörténete sorolja fel. Ez a jelzés csupán a megfogalmazás eredetét és a szerzői jogokat jelzi, nem szolgál a cikkben szereplő információk forrásmegjelöléseként.